# Juifs éthiopiens
Vous lisez un « article de qualité » labellisé en 2006.
Les Juifs éthiopiens ou « Beta Israel » (ge'ez ቤተ እስራኤል, hébreu : ביתא ישראל, la « maison d’Israël » au sens de la « famille d’Israël »), ou les « Falasha », sont des Éthiopiens de religion juive ou leurs descendants, qui ont pour la plupart émigré en Israël. Selon leurs traditions, ils descendent de la tribu de Dan. Ils ont vécu pendant des siècles dans le nord de l’Éthiopie (Gondar, Tigré), où ils ont constitué des États indépendants, qui ont été détruits au XVIIe siècle par le pouvoir impérial. Ils deviennent alors une minorité marginalisée, le plus souvent sans droit de posséder des terres et, à l'occasion, accusée d’attirer le « mauvais œil ».
« Beta Israel » est le nom qu'ils se donnaient lorsqu'ils vivaient en Éthiopie. Le nom « Falasha » (amharique : « exilé », « errant », « sans terre »), couramment utilisé pour les désigner en Europe, est rejeté par les Juifs éthiopiens qui le considèrent comme péjoratif. Depuis l’immigration en Israël, le terme Beta Israel tend à y être remplacé, y compris au sein de la communauté elle-même, par l'expression « Juifs éthiopiens » ou « Etiopim » (« Éthiopiens »).
Durant les siècles qu'ils ont passé en Éthiopie, ils affirment que leur foi (qu'ils appellent haymanot) est israélite, et ils règlent leur vie sur la Torah (qu'ils appellent l’Orit). Leur bible, écrite en langue guèze, semble avoir été traduite de la Septante. Elle comprend principalement la Torah (les cinq livres traditionnellement attribués à Moïse ou Pentateuque), plus les livres de Josué, des Juges et celui de Ruth. Leurs pratiques présentent de nombreuses ressemblances avec le judaïsme en vigueur à l’époque du second Temple de Jérusalem. Ils n'avaient pas de relations avec le judaïsme européen lorsque celui-ci est entré en contact avec eux à la fin du XIXe siècle. Mais ils se sont alors immédiatement identifiés à l'ensemble du monde juif et, désireux de l’intégrer, ils réduisent progressivement leurs particularismes religieux pour rapprocher leurs rites de ceux du judaïsme orthodoxe.[réf. souhaitée]
Le gouvernement d'Israël reconnaît leur judaïté en 1975. À partir de 1977, sur décision du gouvernement Begin, la plupart des Beta Israel émigrent en Israël. Leur exode s'opère dans des conditions difficiles et grâce à un pont aérien. Leur intégration en Israël pose moins de problèmes, quoique malaisée au vu de la différence entre les cultures. N’ayant pour la plupart pas bénéficié d’une éducation à l’occidentale, ils sont en butte à diverses discriminations qui les mènent à manifester à plusieurs reprises dans les premières décennies du XXIe siècle. Les conditions économiques dont ils jouissent sont cependant meilleures qu’en Éthiopie et mènent les Falash Mura, descendants de Beta Israel qui avaient adopté le christianisme et été par conséquent exclus du groupe, à revendiquer une origine ou un statut de Juif. Celui-ci leur a généralement été reconnu et ils sont venus rejoindre les rangs de la population qui comptait environ 110 000 personnes en 2009 en Israël, et environ 138 200 en 2014.

## En Éthiopie

### Religion

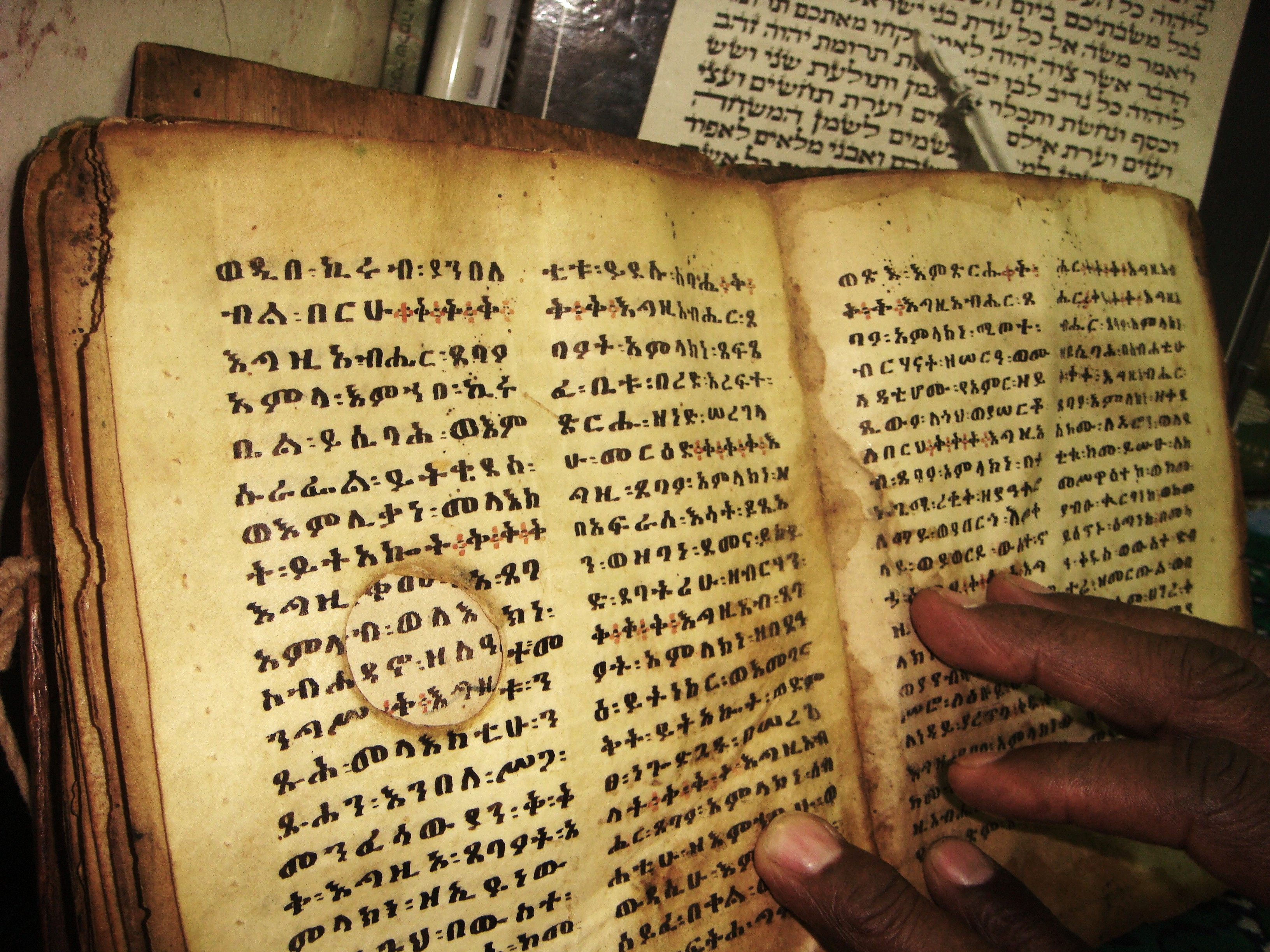
Ancien livre saint des Beta Israel en langue Ge'ez.

Dans l’identité des Beta Israel, la religion est déterminante, tant vis-à-vis des autres Éthiopiens que des autres Juifs. La description qui suit était valide en Éthiopie, mais évolue rapidement en Israël.
Les Beta Israel avaient la même version du Pentateuque que les chrétiens éthiopiens, rédigée en guèze, la langue liturgique commune. Outre les cinq livres du Pentateuque, leur version de la Bible comprend les « livres propres à la Septante grecque (Tobie, Judith, le Siracide), ainsi que le Livre d'Hénoch et le Livre des Jubilés ». La version des Septante a quelques différences avec le canon hébraïque actuel. Ils n’utilisaient pas de Pentateuque en hébreu, langue qu’ils ne connaissaient pas. Joseph Halévy rapporte que les Beta Israel de 1868 achetaient parfois des Bibles chrétiennes qu’ils raturaient pour en expurger des formules chrétiennes. Au côté du Pentateuque, on trouvait aussi « une vaste littérature sacrée en guèze », en partie d’origine chrétienne, mais expurgée. Toute la littérature rabbinique, en particulier le Talmud, était ignorée.
Les Beta Israel ne pratiquaient pas les fêtes juives de la tradition rabbinique, postérieures au Ier siècle, comme Hanoucca, Pourim, le Jeûne de Guedalia ou Sim’hat Torah. Ils pratiquaient les fêtes de Pâque, de la Moisson, le jeûne d’Av et celui d’Esther, le Nouvel An, le Grand Pardon, les Tabernacles. Les Beta Israel avaient aussi des fêtes particulières : Arfeasärt, Lesa et surtout le Segd.

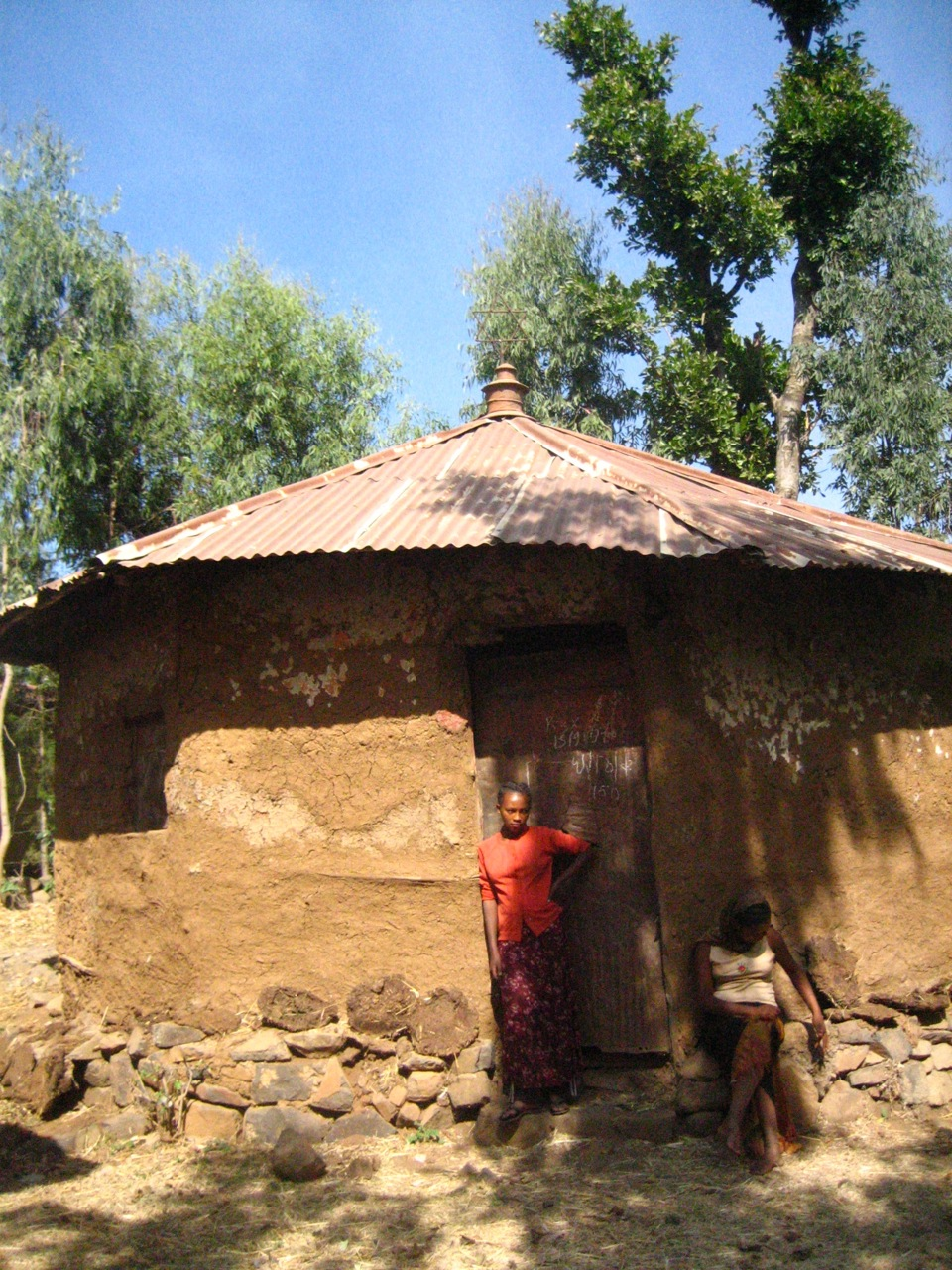
Ancien lieu de culte Beta Israel, abandonné en 1991 et devenu un site touristique.

Les pratiques de pureté étaient plus strictes que dans le judaïsme rabbinique. Ils avaient des « huttes du sang », où les femmes résidaient pendant leurs règles, période d’impureté. Ils avaient aussi des « huttes de naissance », où les femmes s'isolaient pendant 40 jours après la naissance d’un garçon, et 80 jours après celle d’une fille. Les hommes chargés d’un enterrement devaient rester isolés sept jours, puis se purifier avant de revenir dans le village. Enfin, après tout contact avec des personnes extérieures à la communauté, un Beta Israel devait se soumettre à des cérémonies de purification pour être réintégré dans le groupe. Ce commandement d’évitement physique avait pour nom attenkuňň (« ne me touchez pas »).
Les communautés Beta Israel n’avaient pas de synagogue ni de rabbin. Leur lieu de culte était appelé masgid (de l’araméen masged). On y lisait la Bible, et on y sacrifiait l’agneau pascal (coutume biblique abandonnée par les autres communautés juives). L’officiant était le qes (« prêtre », pluriel qessotch), parfois assisté d’un däbtära ou awäddach (chantre), un clerc lettré n’ayant pas reçu la prêtrise. Bien que la communauté ne soit pas placée sous l'autorité d'un seul individu, il existe quelques telleq kahen (« grands prêtres ») avec un poids régional particulier. Jusqu’au XXe siècle, les Beta Israel partageaient une importante tradition monacale, probablement empruntée au monachisme des chrétiens d’Éthiopie. Cette institution a disparu dans la seconde moitié du XXe siècle. Enfin ces communautés n’utilisaient pas l’étoile de David, celle-ci étant un symbole de la royauté chrétienne (les négus affirmaient en effet descendre de Salomon).
Le mot Ayhoud, qui signifie « juif » en amharique, n’était pas inconnu de la société éthiopienne, mais semble avoir été utilisé (ponctuellement) par leur entourage chrétien plutôt que par les Beta Israel eux-mêmes.
Combattues tout au long du XXe siècle par les représentants des Juifs européens en Éthiopie, les spécificités religieuses des Beta Israel n’ont pas cessé de régresser au profit des pratiques du judaïsme rabbinique, mais sans disparaître. En Israël, sous l'influence du judaïsme orthodoxe, leurs particularismes semblent très menacés, malgré un attachement aux anciennes pratiques (voir infra).

### Origines
L’origine des Beta Israel est obscure, car ils ne paraissent pas mentionnés dans des sources antérieures au XIIe siècle. En l’absence de sources antérieures formelles, le mystère de leur origine peut s'éclairer par les traditions locales et deux hypothèses demeurent, qui peuvent même se compléter.

#### TraditionsBeta Israel

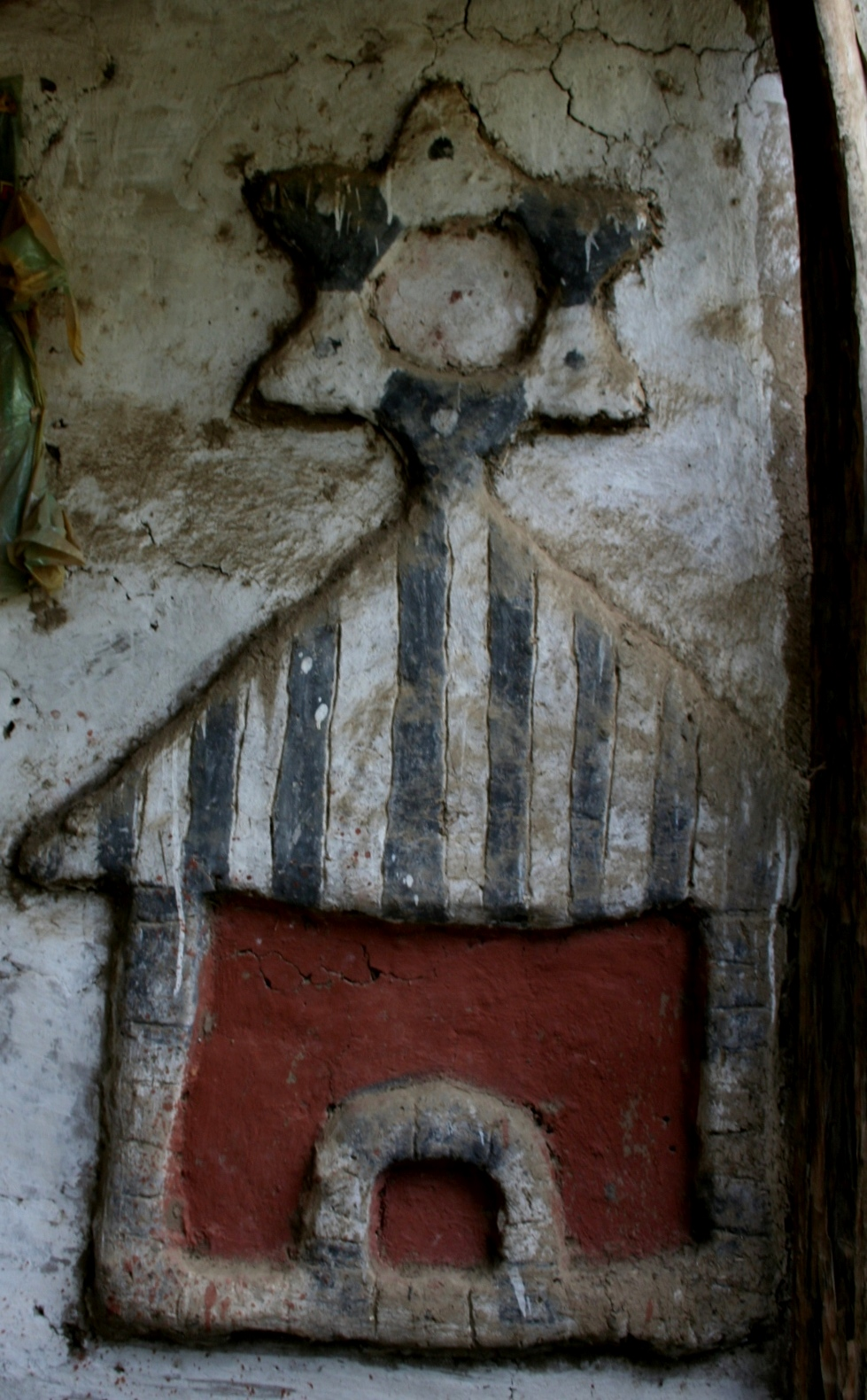
Poterie dans un village juif de Gondar.

Les Beta Israel ont deux principaux récits concernant leurs origines. Selon le premier, le plus répandu dans la tradition orale : ils descendraient d'accompagnateurs du prince Menelik, fils du roi Salomon et de la reine de Saba lorsqu’il apporta l’Arche d'alliance en Éthiopie, au Xe siècle av. J.-C. Ce récit est semblable à la légende des Chrétiens d’Éthiopie concernant l’Arche d’alliance, sans que l'on sache lequel a inspiré l'autre.
Le second récit présente les Beta Israel comme les descendants de la tribu de Dan, une des Dix tribus perdues, déportées par les Assyriens en 722 avant Jésus-Christ. En Israël, ce récit tend à devenir dominant, sans doute parce qu'il est officiellement accepté par le Grand-rabbinat d'Israël depuis 1973 (voir infra).
Il y a d'autres récits, moins répandus et qui tendent à disparaître de la tradition orale : que les Beta Israel seraient venus en Éthiopie après la prise de Jérusalem en 587 av. J.-C. par les Babyloniens ; ou qu'ils descendraient d’un groupe d’Hébreux ayant refusé de suivre Moïse lors de la sortie d'Égypte ; ou même qu'ils seraient des Éthiopiens convertis par Moïse lors d’une visite dans le pays.
De ces traditions ressort que les Beta Israel se considèrent comme descendant d'anciens Hébreux, mais qu'ils n’ont pas retenu le détail de leurs origines.

#### Sources textuelles
Apparemment, aucune source de l'Antiquité n'atteste une présence juive en Éthiopie, les sources écrites ne remontent qu'au XIIe siècle.

En Europe, la première mention claire est celle de Benjamin de Tudèle vers 1170 : 

« Il y a beaucoup de Juifs ici. Ils ne sont pas soumis aux Gentils. Ils possèdent des villes et châteaux au sommet des montagnes, d'où ils font des descentes contre l'empire chrétien [...] prennent du butin et se réfugient dans leurs montagnes ; personne ne prévaut contre eux. »

La seconde mention est celle de Marco Polo en 1298, au sujet du marquage au fer qui signale la religion des individus : « Et encore vous dis qu'il y a (des) juifs et ces juifs ont 2 signes, c'est un sur chaque joue ».
En Éthiopie, le Kebra Nagast, au début du XIIe siècle, fait allusion à Yodit (Judith), une reine juive. La première référence à des Ayud, Juifs, se trouve dans une hagiographie d'Amda Seyon Ier qui date du XIVe siècle et mentionne des campagnes menées contre des « renégats qui sont comme des Juifs ».
À la même époque, un moine éthiopien chrétien, Zena Marqos, neveu du roi Yekouno Amlak (1270-1285), écrit un compte-rendu de l’histoire et de la religion des Beta Israel. Son informateur, un juif converti, affirme qu'ils sont arrivés avec Menelik Ier, fils de la reine de Saba et du roi Salomon, et qu’ils connaissent la Bible mais ne croient pas à l’enfantement du Christ par Marie.

#### Hypothèse hébraïque

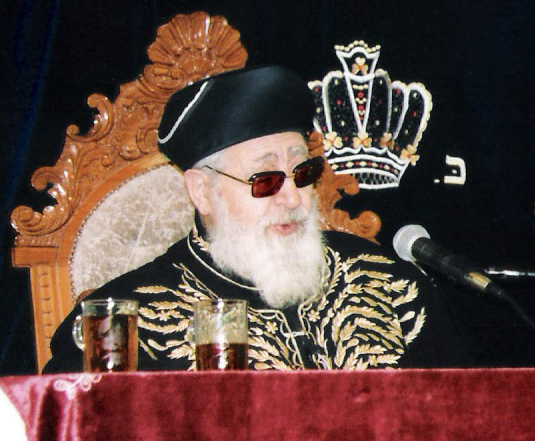
Le Rav Ovadia Yosef.

Selon cette hypothèse, les Beta Israel descendraient d'un groupe d'Hébreux présents avant le Ve siècle, qui se serait élargi par mariage et conversion. La présence de juifs en Éthiopie au Ve siècle, avant le tarissement des sources documentaires, soutient cette hypothèse. Selon l’Encyclopaedia Judaica, le plus probable est que les Beta Israel sont arrivés en Éthiopie par vagues successives d'immigrants, entre les Ier et VIe siècles, notamment en provenance d'Arabie.
Cette origine hébraïque des Beta Israel est officiellement admise par le rabbinat d’Israël depuis 1973. Le grand-rabbin décisionnaire Ovadia Yosef s'était appuyé sur une décision rabbinique égyptienne du XVIe siècle selon laquelle les Beta Israel descendent de la tribu perdue de Dan,.
Leur grande antiquité se présume aussi du fait qu'en Éthiopie certains de leurs rites étaient très anciens, antérieurs au Ier siècle av. J.-C. ; plusieurs subsistent encore en Israël.

#### Hypothèse chrétienne
Pour étonnante qu'elle soit, l'hypothèse que les populations juives d'Éthiopie descendraient de groupes chrétiens a été étudiée par des auteurs supposant des chrétiens fondamentalistes faisant retour à leurs racines hébraïques, conservant le Pentateuque et rejetant le Nouveau Testament (comme les Soubbotniks russes ou les Hébreux noirs américains) ; ou supposant un conflit des populations du Nord avec le pouvoir impérial qui aurait entraîné le rejet de l'Église orthodoxe éthiopienne légitimant ce pouvoir.
Voici les arguments retenus par ces auteurs :
- Les Beta Israel avaient des prêtres (Kés) et non des rabbins ; ils n'employaient pas le mot « synagogue » ; ils ignoraient jusqu'au XIXe siècle le nom « Juif », ainsi que plusieurs fêtes et symboles juifs comme l’étoile de David ;
- La version du Pentateuque utilisée par les Beta Israel serait d’origine chrétienne et ils utilisaient le guèze comme langue liturgique[18] et non l'hébreu ;
- Des conversions ultérieures de chrétiens à la foi des Beta Israel, attestées par les textes chrétiens, démontreraient une attractivité du judaïsme sur des chrétiens ;
- Les études génétiques ne révèlent pas de parenté des Beta Israel avec d'autres groupes juifs, mais avec les Éthiopiens non-juifs[29],[30],[31],[32],[33] ;
- Absence des derniers livres du Tanakh (Livre d'Esther notamment).

Beaucoup de ces arguments s'expliquent si l'on suppose les premiers Beta Israel émigrés depuis une haute antiquité (antérieure à la rédaction du Livre d'Esther, antérieure au développement de l'institution rabbinique et des synagogues, etc.). D'autre part, des études génétiques montrent un niveau élevé d'ascendance non africaine dans la Corne de l'Afrique, remontant à environ 3 000 ans, ce qui est antérieur au christianisme et coïncide avec l'origine des langues éthiosémitiques,,.

### Histoire médiévale et moderne

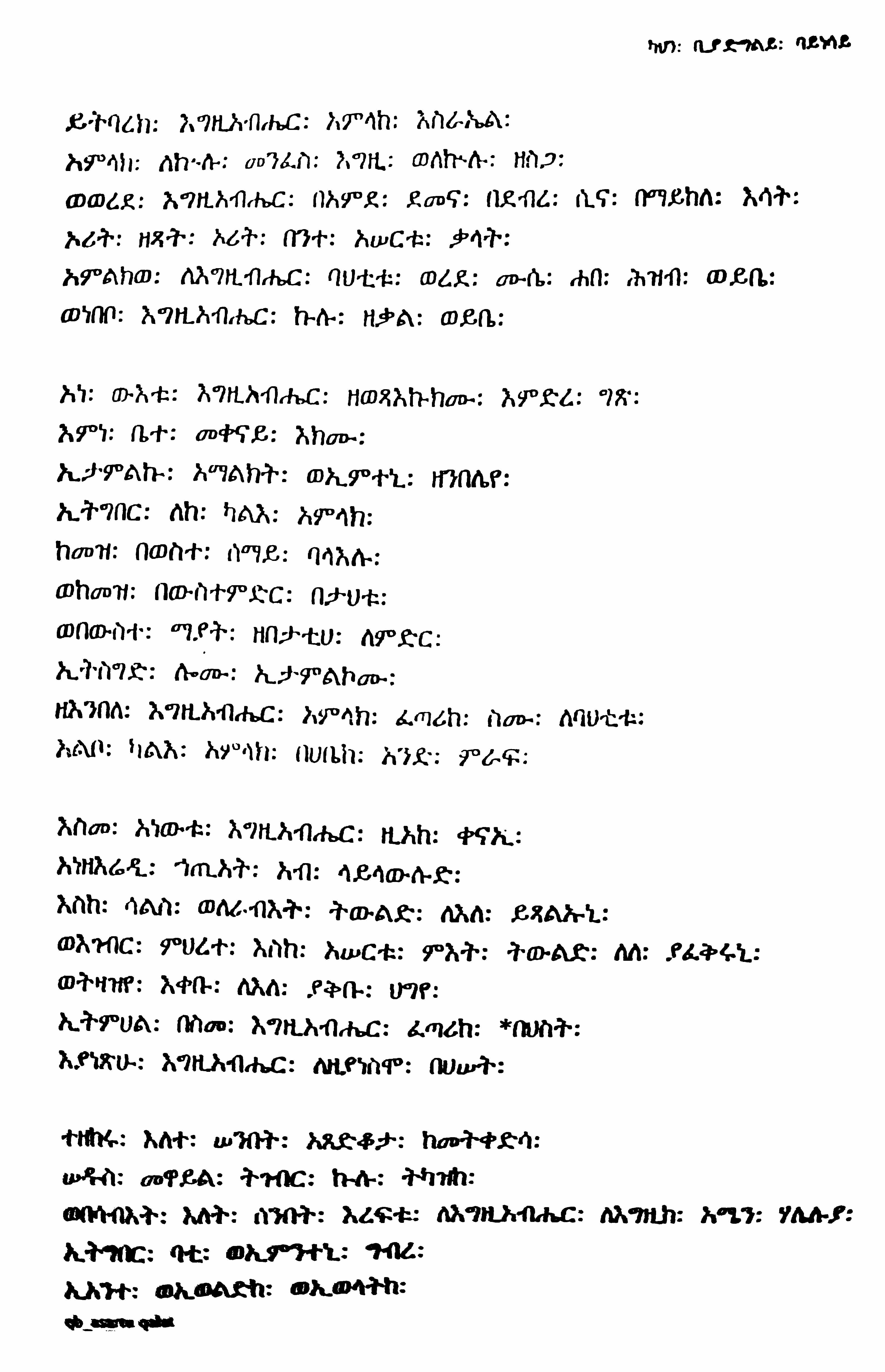
Page d'un livre de prière des Beta Israel.

L’histoire des Beta Israel devient plus accessible à partir du XIVe siècle, par les textes rédigés par des chrétiens, qui semblent permettre de décomposer l’histoire ancienne des Beta Israel en trois périodes.

#### Perte graduelle d’indépendance à partir duXIVesiècle
Les textes éthiopiens relatent une longue période de guerre entre l’empire d’Éthiopie et les petits États indépendants du Nord, qui généralement parlaient des langues agäw, mais étaient juifs, chrétiens, musulmans ou païens. La poussée impériale ne s’est donc pas faite uniquement contre les Beta Israel.
Il n’y a pas à cette époque un seul État Beta Israel dans le Nord, mais un ensemble de petits royaumes, dont on ne connaît que peu de choses. Les chroniques éthiopiennes présentent les Beta Israel comme relativement ouverts aux chrétiens, puisqu'elles évoquent de nombreuses conversions de chrétiens à leur religion, ce qui montre qu'ils étaient volontiers prosélytes et qu'ils avaient du succès religieux.[réf. souhaitée]
Il a été posé comme hypothèse qu’une partie de ce succès s’expliquait par la volonté d’un certain nombre de chrétiens du Nord d’échapper à la tutelle impériale.[réf. souhaitée] C’est ainsi qu'au XVe siècle, un monachisme Beta Israel est organisé par Abba Sabra, un ancien moine chrétien. Le monachisme Beta Israel semble être plus ancien, mais c’est bien Abba Sabra qui lui a donné toute son importance. On note également que de nombreux éléments liturgiques chrétiens pénètrent la religion Beta Israel, après avoir été « épurés » de leurs aspects chrétiens, sans doute toujours sous l’influence des convertis.[réf. souhaitée]
Malgré cette attractivité, les Beta Israel ne cessent de perdre du terrain face aux troupes impériales. Dès le début du XVe siècle, le roi Yeshaq Ier d’Éthiopie décrète : « Celui qui est baptisé dans la religion chrétienne peut hériter de la terre de ses ancêtres ; sinon, qu’il soit un falasi » (errant, exilé). À l'origine, le terme ne désigne pas uniquement les Beta Israel, mais tous les non-chrétiens. Avec le temps, il ne désigne plus que les Beta Israel. En perdant le droit de posséder la terre dans les zones conquises par l’empire, ceux-ci se transforment progressivement en une classe de paysans sans terre, travaillant les domaines des grands féodaux. De nombreux massacres et conversions plus ou moins forcées (selon les lieux et les époques) sont rapportés, et la population Beta Israel semble fortement diminuer dès cette période, à partir d’une population originelle estimée de façon très approximative à 500 000 personnes. Les langues agäw commencent également à régresser au profit de l’amharique.

#### Intégration à l’empire (1626-1769)

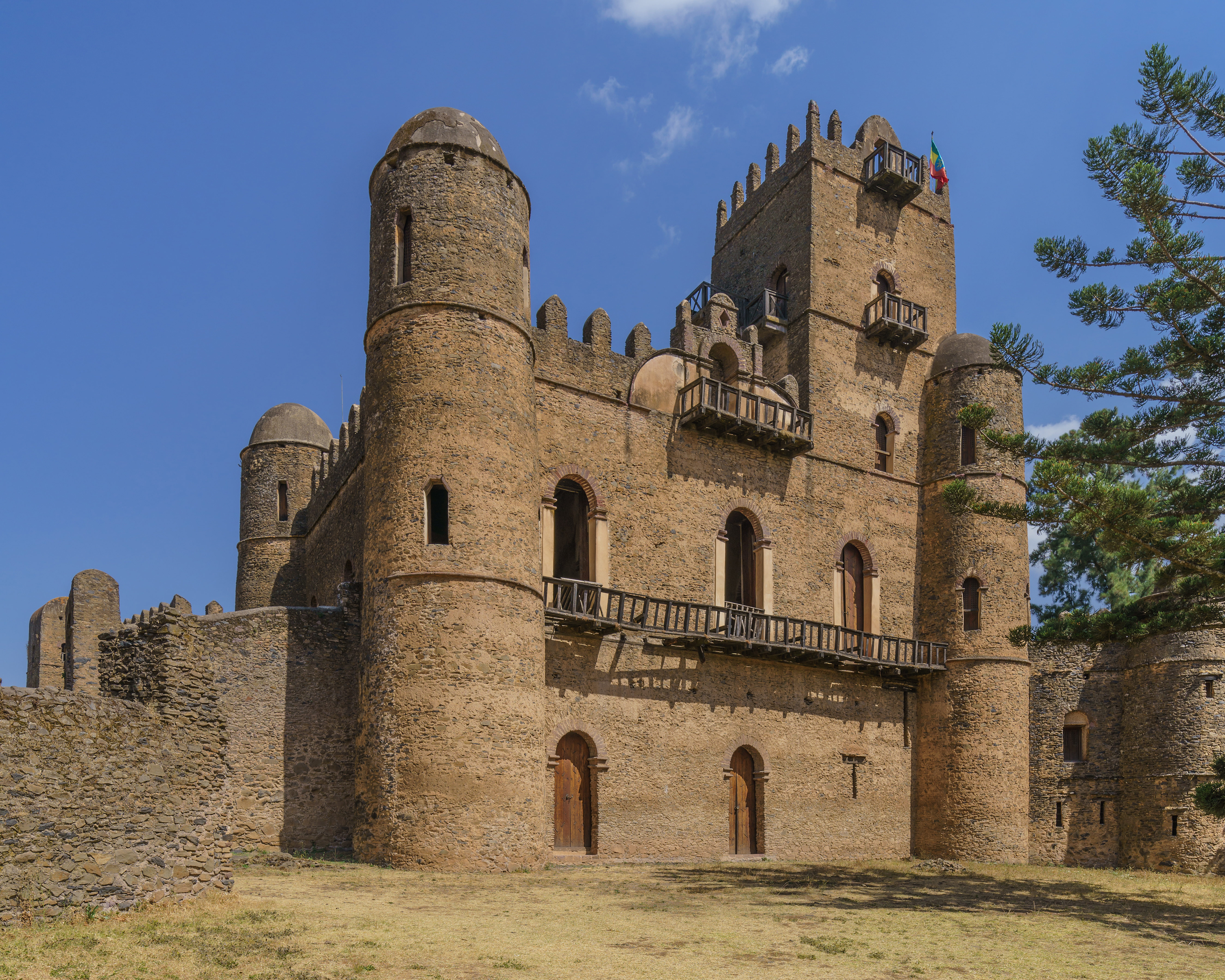
Château du Négus Fasiladas, fondateur de la ville de Gondar, à laquelle contribuèrent de nombreux Beta Israel.

En 1626, les derniers Beta Israel indépendants sont battus par l’armée chrétienne éthiopienne, soutenue par les Portugais, lesquels étaient présents dans la Corne de l’Afrique depuis le XVIe siècle. Le diplomate portugais Manoel de Almeida parle d’eux dans son Histoire de la haute Éthiopie ou Abassia.
La destruction des bases institutionnelles des Beta Israel dans le nord de l’Éthiopie a sans doute entraîné la destruction de leurs livres et archives, effaçant ainsi la mémoire de leur histoire et de leurs origines.
La population Beta Israel est concentrée dans les deux provinces du Nord, surtout le Gondar, et dans une bien moindre mesure le Tigré (voir infra). Avec la perte d'indépendance, la société Beta Israel du Gondar se déstructure, elle n’a plus de nobles ni de hiérarchie sociale. Subsiste simplement une classe de paysans sans terre, avec cependant une petite classe moyenne liée à l’administration impériale, qui a installé sa nouvelle capitale dans le Gondar, l’ancien territoire des Beta Israel. Cette classe moyenne se spécialise en particulier dans la construction de bâtiments gouvernementaux.
Les Beta Israel du Tigré conservent par contre le droit de posséder des terres, et leur situation sociale s’en trouve moins dépréciée.
En 1769, l’explorateur écossais James Bruce, à la recherche des sources du Nil, a estimé leur population à encore 100 000 personnes. Il note aussi que « la langue parlée est le falasha, bien qu’elle ne soit plus maintenant utilisée que par les Juifs […]. Anciennement, c’était la langue de toute la province de Dembea ». La langue rapportée par Bruce est une forme de l’agäw, la langue originelle des populations du Nord. L’amharisation, c’est-à-dire l’acculturation linguistique au groupe dominant de l’empire, les Amharas, est d’après Bruce déjà bien avancée pour les populations du Nord, sauf pour les Beta Israel, ce qui confirme leur statut de groupe isolé.

#### Disparition de l’État central (1769-1855)

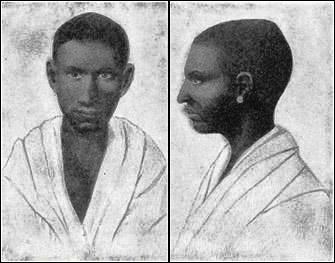
Femme Beta Israel vers 1840.

De 1769 à 1855, l’État central éthiopien s’efface. Le pays est progressivement dominé par les seigneurs de la guerre et les grands féodaux, la situation générale des campagnes se dégrade fortement. Et lorsque les constructions publiques cessent complètement, la classe moyenne Beta Israel disparaît. En compensation, certains Beta Israel se spécialisent dans l’artisanat, plus spécifiquement dans le couple forgeron (pour les hommes) - potier (pour les femmes). Or, en Éthiopie comme dans une partie de l’Afrique, les forgerons et potiers sont considérés comme des sorciers. En Éthiopie, on parle de Buda. Celui-ci a le mauvais œil, peut se transformer en hyène pour dévorer des êtres humains, « mange les âmes » des vivants. Tout contact avec lui doit donc être évité.
Au XIXe siècle, la société Beta Israel a été radicalement modifiée. D’une société indépendante et diversifiée, elle est devenue une caste de paysans sans terre, de forgerons et de potiers, avec quelques religieux. Elle vit dans des villages réservés (environ 500 avant l’immigration en Israël), et est évitée par tous. Loin de son prosélytisme de jadis, elle s’est repliée sur elle-même pour survivre, insistant toujours plus sur ses pratiques de purification et d’évitement des non-Juifs. Tout Beta Israel en contact avec des non-Juifs doit ainsi se purifier avant de pouvoir réintégrer la communauté.
La population plus restreinte du Tigré vit une réalité sociale un peu meilleure : elle a gardé le droit de posséder des terres, et sa mise à l’écart est moins poussée.

### Histoire contemporaine
L’histoire contemporaine des Beta Israel commence avec la réunification de l’Éthiopie sous le règne de Téwodros II, en 1855. À cette époque, la population Beta Israel est estimée entre 50 000 et 100 000 personnes.

#### Missions protestantes et juives

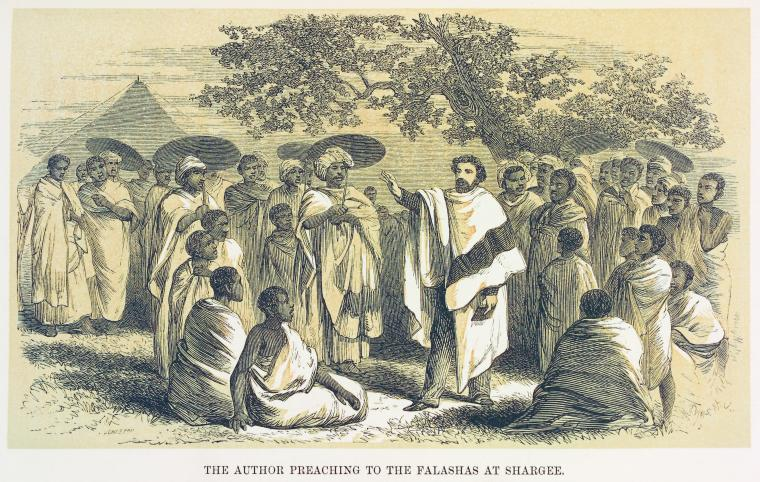
Henri Aaron Stern prêchant la foi chrétienne à des Beta Israel.

Malgré des contacts établis aux XVIIe et XVIIIe siècles par des jésuites portugais et des voyageurs, l’Occident prend vraiment connaissance de l'existence des Juifs éthiopiens par les missions protestantes de l'Institut biblique allemand de Chrischona, qui envoie Martin Flad à Gondar en 1856, mais surtout par la Société londonienne pour la promotion du christianisme parmi les Juifs. Une certaine émotion gagne le monde juif occidental quand cette société spécialisée dans la conversion de juifs annonce son implantation dans le Nord de l’Éthiopie en 1859, sous l'active direction d’un juif allemand converti au christianisme, Henri Aaron Stern (en), qui se présentait à eux comme un « Beta Israel blanc ». Des bibles en langue amharique avec le Nouveau Testament étaient offertes, ainsi que la possibilité de scolariser leurs enfants dans des écoles de missionnaires, et quelquefois de l'argent. L'Église d'Écosse envoie aussi une « mission Beta Israel » qui s'implante à Gondar en 1862 pour revivifier l'Église orthodoxe éthiopienne, et les nouveaux convertis sont appelés à devenir des missionnaires chargés à leur tour d'évangéliser les leurs. 

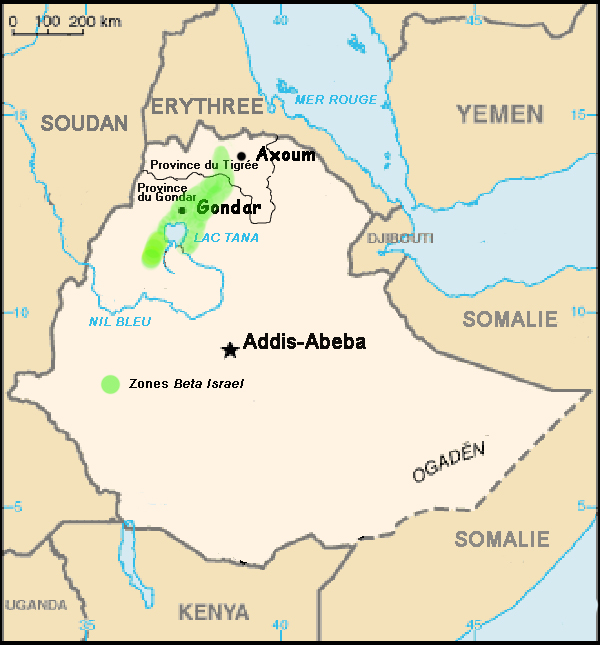
Régions où les Beta Israel vivaient à l’époque moderne.

En réaction, plusieurs rabbins proclament la judaïté des Beta Israel, dont Hildesheimer de Eisenstadt (1820-1899). L’Alliance israélite universelle envoie en Éthiopie une mission dont est chargé Joseph Halévy en 1867-1868, lequel fait un rapport très favorable aux Beta Israel. Il demande la mise en place d’écoles juives, et propose même de « ramener en Palestine des milliers de colons Beta Israel », une douzaine d’années avant la formation de la première organisation sioniste. De Saint-Pétersbourg même, un rabbin qui les croit Karaïtes leur envoie une lettre (en) posant vingt-et-une questions.
Mais, après ces contacts, les Beta Israel retombent plus ou moins dans l'oubli. Des doutes subsistant sur leur judéité, l’Alliance israélite universelle ne donne pas suite aux recommandations d'Halévy.
Quant aux missions chrétiennes, leurs résultats apparaissent comme ambigus. D'abord, elles convertissent au christianisme copte, et non protestant, en vertu d’un accord avec le pouvoir éthiopien, et n'obtiennent que 2 000 conversions environ. Ensuite, par leur action, elles font connaître au monde la judéité des Beta Israel, ce qui favorise leur rapprochement avec le judaïsme mondial, dont ils étaient jusqu’alors séparés. Une vive réaction des moines Beta Israel s'ensuit. Les convertis sont exclus de la communauté, des villages et des familles se coupent en deux, déstabilisant les communautés. Les convertis, rejetés par leurs anciens coreligionnaires, ne sont pas toujours bien acceptés par les chrétiens, qui les soupçonnent d’être encore Buda. Leur situation est difficile. Plus tard, beaucoup d'entre eux se déclareront Falash Mura, retourneront au judaïsme et émigreront en Israël.

#### «Mauvais jours»
Entre 1888 et 1892, le Nord de l’Éthiopie connaît une série de catastrophes : famines dévastatrices, invasion des derviches soudanais du Madhi, épidémies. Le nombre des morts est très important. « Des mères ont cuit et mangé leurs propres enfants. D’horribles choses sont faites, qui sont indicibles ».
Les Beta Israel, groupe minoritaire très pauvre, sont particulièrement touchés, ainsi que leurs monastères. On estime qu’entre la moitié et les deux tiers de la communauté disparaissent durant cette période où le judaïsme mondial les oublie, qui gardera pour les Beta Israel le nom de Kefu-qän, les « Mauvais jours ».

#### Établissement de liens permanents avec le judaïsme occidental

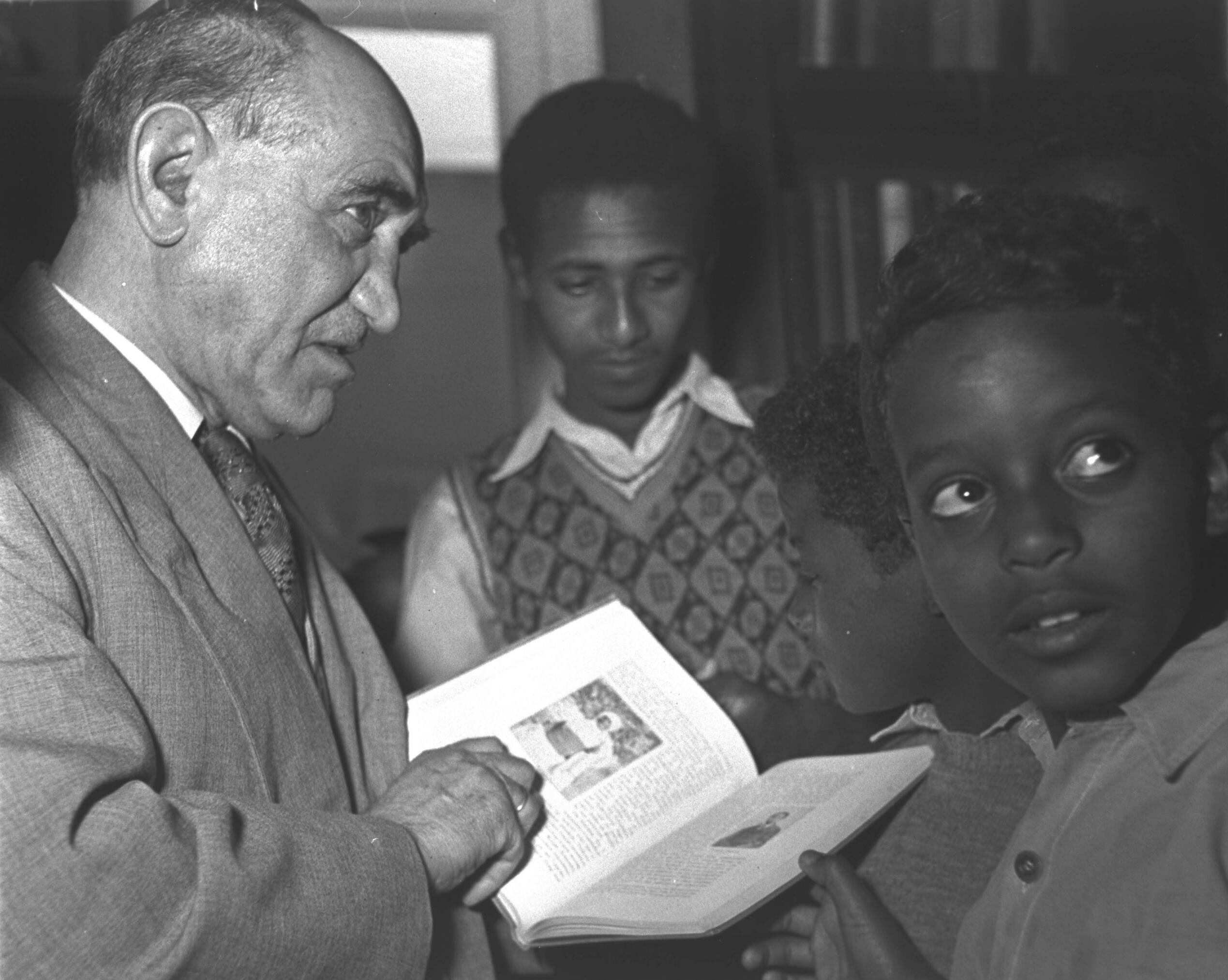
Jacques Faitlovitch en 1955.

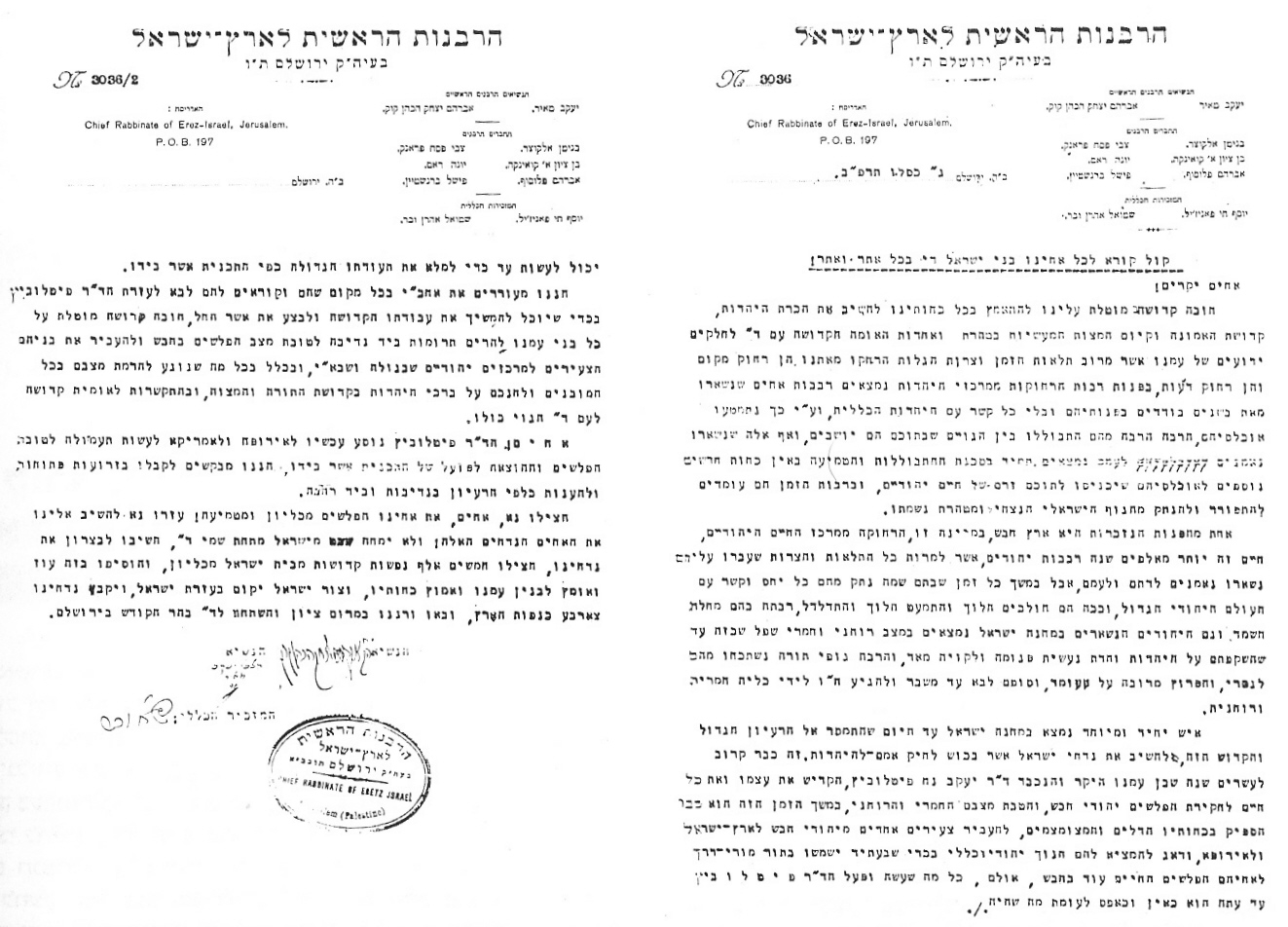
Lettre de 1921 du grand rabbinat d'Eretz-Israël (alors Palestine mandataire) validant la judaïté des Beta Israel.

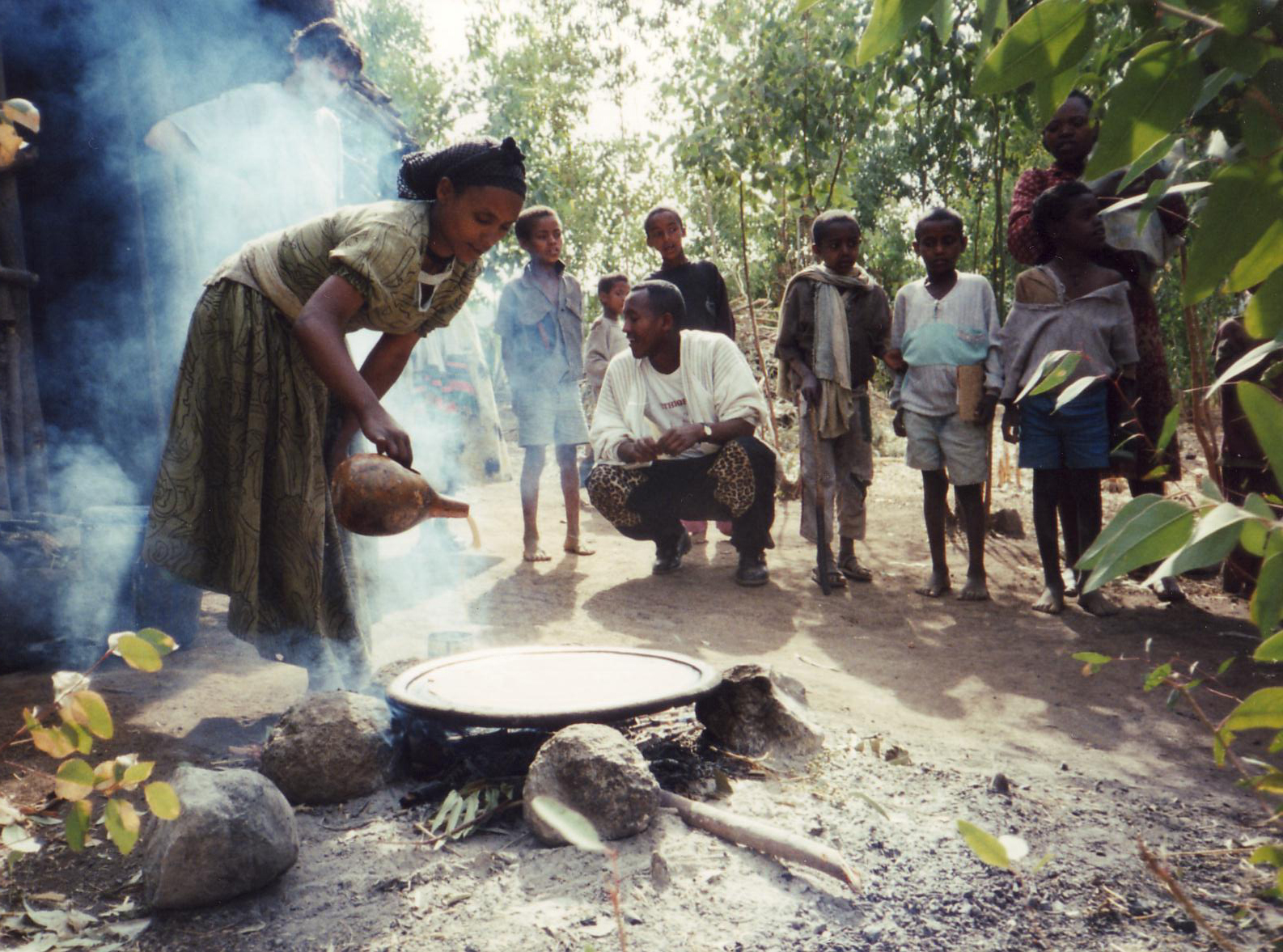
Beta Israel ou plus probablement Falash Mura préparant le plat traditionnel, l'Injera dans le Gondar, en 1996.

En 1904, Jacques Faitlovitch, juif et ancien élève de Joseph Halévy à l’École des hautes études de Paris, décida de mener une nouvelle mission dans le nord de l’Éthiopie. Il obtient un financement du philanthrope juif Edmond de Rothschild.
À la suite de son voyage, Faitlovitch mène une intense activité, avec trois objectifs :
- faire reconnaître les Beta Israel comme Juifs ;
- faire accepter aux Beta Israel leur appartenance au peuple juif ;
- « réformer » leur pratique religieuse pour la rapprocher du judaïsme orthodoxe. Il entend en particulier lutter contre les moines, les strictes règles de pureté et les sacrifices d’animaux. À ce titre, Faitlovitch va dans le même sens que les missionnaires protestants, même si l’objectif final n’est pas le même.

Ces objectifs ne vont pas d’eux-mêmes. En effet, si les Beta Israel suivent le Pentateuque et se considèrent comme descendants des Hébreux, il existe de substantielles différences entre les pratiques religieuses des deux groupes, et le terme juif n’est alors pas utilisé par les Beta Israel. Au XIXe siècle et pendant une bonne partie du XXe siècle, les différences de couleur de peau ont également été perçues comme porteuses de différences fondamentales.
Dans la première moitié du XXe siècle, Faitlovitch crée un comité international en faveur des Beta Israel. Il popularise leur existence grâce à son livre Notes de voyage chez les Falashas et collecte des fonds qui lui permettent d’implanter des écoles dans leurs villages, à partir de 1910.
Il encourage aussi la formation d’une élite Beta Israel (numériquement faible) dans des institutions juives occidentales sympathisantes. Dès 1905, il ramène en Europe celui qui est le grand leader des Beta Israel dans la première moitié du XXe siècle, Taamrat Emmanuel, un des premiers Éthiopiens éduqués et instruits à l’occidentale, qui est dans les années 1940 et 1950 un des conseillers du Négus. Cette élite joue un rôle important, une fois rentrée au pays, pour rattacher les Beta Israel au judaïsme orthodoxe (introduction de l’étoile de David, de certaines fêtes juives, acceptation par les Beta Israel de leur appartenance au peuple juif). Une modernisation culturelle en découle, liée à l’influence des communautés juives extérieures ainsi qu'aux efforts des gouvernements éthiopiens. L’excision des femmes, assez répandue dans la Corne de l’Afrique, avait ainsi quasiment disparu des communautés Beta Israel au début des années 1980.
La judaïté des Beta Israel est perçue avec sympathie par le judaïsme occidental dans l’entre-deux guerres. Le Congrès juif mondial et l'American Joint Committee mènent des actions en leur faveur. Le rav Kook, père spirituel du sionisme religieux et grand rabbin de Palestine, les reconnaît comme Juifs dès 1921.

#### Langues parlées par lesBeta Israel
Lorsqu’il les rencontre en 1867, Joseph Halévy note une cohabitation entre l’amharique et l’agäw : « Ils parlent à la fois deux langues […] l’amharique [… et] un dialecte de la langue agaou […]. Ils s’en servent ordinairement au sein de leurs familles ».
Quarante ans plus tard, Jacques Faitlovitch constate les progrès de l’amharisation. « Le dialecte quouarena […] n’est plus parlé que dans la province de Quouara et aux environs, ou les autres populations le parlent également. Dans le Dembea et le Siemen [...] la jeune génération l’ignore complètement ».
Au cours du XXe siècle, les langues traditionnelles du Nord disparaissent totalement des communautés Beta Israel, remplacées par l’amharique dans le Gondar, et le tigrigna dans le Tigré. Au début des années 1990, cependant, « une langue agäw, le quarennia était encore parlé par [...] les 2 000 Beta Israel très isolés de la région de Quara […], de même que par leurs voisins, également d’origine agäw ».
La langue liturgique est par contre le guèze pour les trois groupes linguistiques survivants au XXe siècle. L’hébreu a fait une timide apparition en Éthiopie sous l’influence des écoles juives, surtout à partir des années 1950.

#### Baryas Falasha
La société des Beta Israel comprend un sous-groupe de statut inférieur, les Baryas ou captifs. Le statut de Barya n'est pas spécifique aux Beta Israel, on en trouve dans d'autres communautés du nord de l'Éthiopie. Leur origine n’est pas datée, mais ils sont attestés à l’époque moderne, et certains vivent aujourd’hui en Israël. Les Baryas descendent de serviteurs achetés sur les anciens marchés d’esclaves de la Corne de l'Afrique, et convertis à la religion de leurs maîtres. Ils sont considérés comme « Noirs » (t’equr, ou shanqilla, très noirs) par les Beta Israel, qui se perçoivent eux-mêmes comme qey (« rouge ») ou t’eyem (« brun »), ayant la peau plus claire et les traits du visage plus « moyen-orientaux » que ceux des populations de l’intérieur du continent. 
Quoique les traits plus spécifiquement africains des Baryas se soient souvent progressivement estompés du fait des relations conjugales maître-esclave (prohibées, les serviteurs n'étant pas autorisés à se marier avec des Beta Israel non Baryas), ils restaient discriminés, considérés “primitifs”, avaient souvent un accès restreint aux lieux de culte. Hagar Salamon note des cas où ils devaient rester dans la cour du Masgid, ou devaient en sortir durant la lecture de l’Orit (la Bible), ou ne pouvaient y pénétrer qu’après plusieurs années. Les Beta Israel ne consommaient pas la viande des animaux qu’ils abattaient, et souvent ils étaient enterrés dans des cimetières différents. Les Baryas étaient « de facto une part de la propriété familiale et continuaient à être légués d’une génération à une autre ». Jusqu’à leur immigration en Israël ils ont conservé un statut de serviteur, malgré l’abolition officielle de l’esclavage en 1924.

#### Rejet israélien, adhésion desBeta Israel
Lors de la création de l’État d’Israël en 1948, le grand rabbinat israélien ne suit pas ses prédécesseurs et refuse de reconnaître les Beta Israel comme juifs. Le gouvernement, qui ne l’avait pas suivi dans le cas des Samaritains ou des Karaïtes, suit cette décision et leur refuse le droit d’immigrer. Cependant l’Agence Juive maintient des écoles juives en Éthiopie, et lorsqu'elles ferment en 1958 pour raisons budgétaires, l’une d’elles reste ouverte. Les organisations juives américaines, qui aidaient les Beta Israel depuis la fin de la Seconde Guerre mondiale, cessent également l’essentiel de leurs opérations au début des années 1960.
Paradoxalement, malgré ce rejet, durant les années 1950 et 1960 les Beta Israel se rapprochent du judaïsme orthodoxe. Leur appartenance au judaïsme mondial est maintenant acceptée et affirmée. L’étoile de David pénètre rapidement, remplace sur le toit des lieux de culte les anciens symboles,. Des fêtes rabbiniques commencent à être pratiquées. Une nouvelle génération de qésotch (ou kessim, prêtres) sort des écoles juives et diffuse ces pratiques.

#### La dictature militaire (1974-1991)
La prise du pouvoir par une junte de militaires pro-communistes à la suite de la révolution éthiopienne en 1974 a pour effet de renforcer la judéité des Beta Israel. Certes, les anciens interdits de posséder la terre disparaissent, et une vaste redistribution de terres est organisée au bénéfice des paysans dépossédés. Mais le régime prend progressivement des positions anti-religieuses et anti-israéliennes qui heurtent les Beta Israel.
Surtout, le pays glisse vers la guerre civile. Des anciens féodaux rassemblés dans l’Union démocratique éthiopienne (en) déclenchent la lutte armée, et au passage font massacrer des paysans qui ont bénéficié de la réforme agraire. D'autres milices se constituent (Parti révolutionnaire du peuple éthiopien, Front de libération du peuple du Tigré) et tout le Nord du pays bascule dans la guerre. La famine s’installe de façon durable au début des années 1980. La situation des populations du Nord devient intenable. Des centaines de milliers d’Éthiopiens tentent de fuir vers le Soudan voisin, dont des Beta Israel.

## En Israël

### Émigration
L'émigration de presque tous les juifs d'Éthiopie vers Israël a lieu à la fin du XXe siècle, et est perçue comme renouvelant l'exode des anciens hébreux fuyant l'Égypte pour conquérir la liberté. L'événement nécessite une logistique importante et s'accompagne de drames humains, surtout dans le désert du Soudan. Au début des années 1950, il n'y a que quelques Beta Israel en Israël, femmes ayant épousé des soldats juifs yéménites de l’armée britannique, ou étudiants, dont une vingtaine d’adolescents scolarisés à Kfar Batya (AMIT (en)) avant de retourner enseigner en Éthiopie. Cinquante ans plus tard, presque tous les Beta Israel ont émigré, suivis de la plus grande partie des Falash Mura, dont un millier atterrissent encore en Israël en 2019.

#### Émigration clandestine puis reconnaissance par Israël
De 1948 à 1975, 320 Éthiopiens juifs seulement émigrent en Israël (voir statistiques ci-dessous). Cette immigration est surtout le fait d’hommes ayant fait des études, qui viennent en Israël avec un visa de touriste (d’Éthiopie, pays chrétien, partent des pèlerins visitant la Terre sainte) et y restent illégalement. Sur place, des sympathisants les reconnaissent comme juifs et les aident. Ces sympathisants s’organisent en association, sous la direction entre autres d’Ovadia Hazzi, juif yéménite et ancien sergent de l’armée israélienne, marié à une Beta Israel depuis la seconde guerre mondiale. Certains obtiennent une régularisation de leur situation grâce à ces soutiens. Certains acceptent de se « convertir » au judaïsme, ce qui règle leur problème personnel, mais pas la situation de leur communauté. Les personnes qui obtiennent leur régularisation font souvent venir leur famille.
En 1973, Ovadia Hazzi pose officiellement la question de la judaïté des Beta Israel au grand rabbin séfarade d’Israël Ovadia Yosef. Ce dernier, citant la décision rabbinique égyptienne de David ben Zimra (en) (le Radbaz, 1462–1572), reprend sa thèse que les Beta Israel descendent de la tribu perdue de Dan, et reconnaît leur judéité en février 1973.
Le grand rabbin ashkénaze Shlomo Goren finit par l'approuver en 1974 et, à son tour, en avril 1975, le gouvernement de Yitzhak Rabin reconnaît officiellement le caractère juif des Beta Israel, ce qui leur ouvre le bénéfice de la loi du retour qui permet à tout Juif d’immigrer en Israël. Le gouvernement suivant de Menahem Begin commence en 1977 à mettre en œuvre l'immigration.

#### Exode desBeta Israel

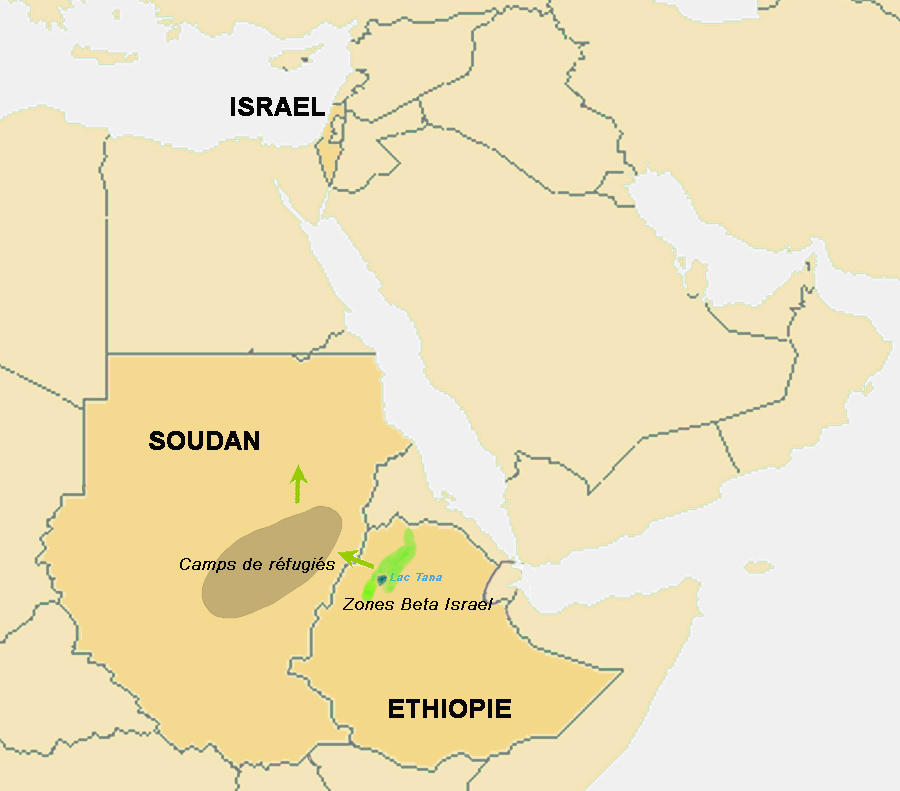
Carte des migrations Beta Israel au début des années 1980.

Entre 1977 et 2010 plus de 86 000 Beta Israel immigrent en Israël, dont plus de 40 000 lors de deux opérations, en 1983-1985 (opération Brothers, opération Moïse) et 1990-1992 (opération Salomon). La première phase, entre 1980 et 1985, s'opère via le désert du Soudan où des milliers meurent de fatigue, de faim ou de maladie. Après 1990, l'exode se dirige vers la capitale Addis-Abeba, d'où part le pont aérien. Dans les deux cas le Mossad intervient puissamment, ainsi que la diplomatie américaine.
Leur émigration est interdite. L'empereur Haïlé Sélassié rompt ses relations diplomatiques avec Israël en 1973 à la suite de la guerre du Kippour, et la dictature militaire de Mengistu Haile Mariam qui suit aggrave la situation (orientation pro-soviétique à partir de 1976, expulsion des forces américaines, début d'une guerre civile). Sans attendre le rétablissement des relations diplomatiques (1989), un véritable exode a lieu, en dépit de l'interdiction, qui vide de leurs habitants les quelque 500 villages Beta Israel du Nord.
En 1977-1978, cent vingt-et-un Beta Israel émigrent en Israël avec l’accord du gouvernement éthiopien, dans le cadre d’un accord secret de fourniture d'armes par le gouvernement israélien au nouveau gouvernement révolutionnaire éthiopien, lequel était alors en guerre contre la Somalie pour le contrôle de l'Ogaden. L'accord est rompu par l'Éthiopie après sa révélation par la presse en février 1978. Il mettait en effet à mal le nouveau positionnement anti-impérialiste et pro-soviétique de la diplomatie éthiopienne, Israël étant l'allié des États-Unis.

Secours avec le soutien de l'Association américaine pour les Juifs éthiopiens (AAEJ), 1983.

Entre 1980 et 1984, chassés par la guerre civile, des Éthiopiens du Nord, parmi lesquels des Beta Israel, se réfugient au Soudan. D’après le Jerusalem Post du 15 mai 1986, 6 649 personnes, surtout des Tigréens, gagnent Israël par des voies détournées entre janvier 1980 et l’automne 1984 (le gouvernement soudanais, officiellement en guerre avec Israël, ferme plus ou moins les yeux sous la pression des États-Unis), avec l’aide des services spéciaux israéliens. Au-delà de la guerre, les Beta Israel du Tigré partent aussi sous l'influence du bouche à oreille : les familles arrivées en Israël les premières informent leurs proches de la réussite de leur émigration, entraînant de nouveaux départs.
De l'automne 1984 au printemps 1985, en partie motivés par les informations sur le succès de l'émigration tigréenne, les réfugiés juifs du Gondar, bien plus nombreux que les Tigréens, affluent au Soudan à partir de 1983, et les canaux clandestins d’évacuation ne suffisent plus. La grande famine de 1984-1985 (300 000 morts selon Médecins sans frontières) déplace des centaines de milliers d'Éthiopiens du Nord vers les camps de réfugiés de l'Éthiopie du Nord et du Soudan. Des dizaines de milliers d'Éthiopiens meurent de faim lors de véritable « marches de la mort », et la mortalité explose dans les camps du Soudan. Parmi ces victimes, on estime que 3 à 4 000 sont des Beta Israel. Fin 1984, le gouvernement soudanais, à la suite de l’intervention des États-Unis d’Amérique, laisse secrètement partir les 7 200 réfugiés Beta Israel restants vers l’Europe, d’où ils gagnent immédiatement Israël. Il y a deux vagues : l’opération Moïse du 20 novembre 1984 au 4 janvier 1985, concerne 6 500 personnes ; elle est interrompue par le Soudan lorsque la presse la révèle. L’opération Reine de Saba, menée par la CIA quelques semaines plus tard pour évacuer 650 personnes restant au Soudan, est le fruit de pressions américaines très importantes. 20 % des arrivants doivent être hospitalisés, les autres sont généralement dans un état sanitaire catastrophique.[réf. nécessaire]

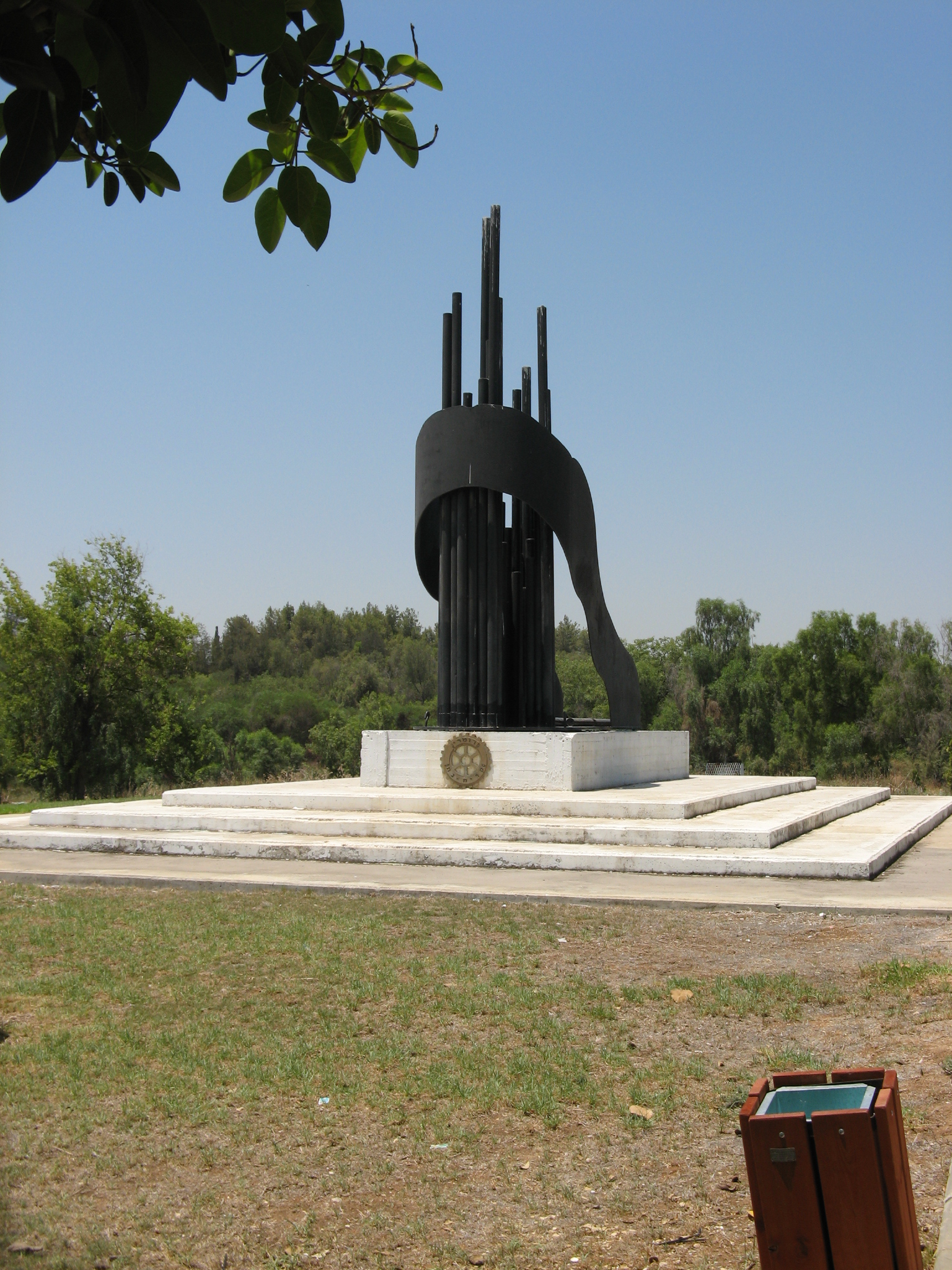
Mémorial de Kiryat Gat en mémoire des Beta Israel morts sur la route vers Israël.

Entre 1985-1989, le régime éthiopien bloque l’émigration, et la stabilisation relative de la situation dans le Nord arrête l’exode vers les camps soudanais. Une petite émigration clandestine subsiste, toujours assistée par le Mossad. Son envergure est très modeste.
En 1990-1991, soumis à une forte pression des rebelles tigréens et érythréens, et perdant son soutien militaire soviétique dans le cadre de l’effondrement du bloc de l’Est, le gouvernement éthiopien laisse partir 6 000 Beta Israel vers Israël par petits groupes, dans l’espoir de se rapprocher des États-Unis d’Amérique, alliés d’Israël. De nombreux Beta Israel gagnent Addis-Abeba, capitale de l’Éthiopie, espérant échapper à la guerre civile qui ravage le Nord du pays (leur région d’origine), et espérant pouvoir partir pour Israël. Ils s’entassent dans des camps à la périphérie de la ville.[réf. nécessaire]
Lors de l’effondrement du régime communiste éthiopien en 1991, les 14 324 Beta Israel réfugiés à Addis-Abeba sont évacués en deux jours vers Israël par un pont aérien (opération Salomon). Il y a 34 rotations d’avions d’El Al, dont on avait retiré les sièges pour y charger plus de personnes. De nouveau, de fortes pressions américaines facilitent l’opération, ainsi qu’un transfert de 35 millions de dollars vers les comptes des derniers représentants du régime.
Les derniers Beta Israel restés en Éthiopie émigrent vers Israël entre 1991 et 1994, en particulier ceux de la région de Quara ou Qwara (entre le lac Tana et le Soudan), en 1992, qui sont les seuls à passer de leurs villages en Israël sans le filtre de camps de réfugiés.
À partir de 1992 commence une émigration irrégulière, soumise à l’évolution politique en Israël, celle des Falash Mura. Entre cette année-là et 2013, « plus de 35 000 Falash Mura arrivent en Israël ». Officiellement non-juifs, « une fois en Israël, ils doivent entreprendre une conversion complète au judaïsme orthodoxe avant de recevoir une pleine citoyenneté ».

#### Résultat
Au total, 96 163 Éthiopiens sont arrivés en Israël à fin 2017.
Cela représente environ 50 000 Beta Israel et 44 000 Falash Mura. Avec les naissances, 148 700 Israéliens sont d'origine éthiopienne à fin 2017.
| Immigration en Israël en provenance d'Éthiopie : 1948-1969, | Immigration en Israël en provenance d'Éthiopie : 1948-1969, | Immigration en Israël en provenance d'Éthiopie : 1948-1969, | Immigration en Israël en provenance d'Éthiopie : 1948-1969, | Immigration en Israël en provenance d'Éthiopie : 1948-1969, | Immigration en Israël en provenance d'Éthiopie : 1948-1969, | Immigration en Israël en provenance d'Éthiopie : 1948-1969, | Immigration en Israël en provenance d'Éthiopie : 1948-1969, | Immigration en Israël en provenance d'Éthiopie : 1948-1969, | Immigration en Israël en provenance d'Éthiopie : 1948-1969, | Immigration en Israël en provenance d'Éthiopie : 1948-1969, | Immigration en Israël en provenance d'Éthiopie : 1948-1969, | Immigration en Israël en provenance d'Éthiopie : 1948-1969, | Immigration en Israël en provenance d'Éthiopie : 1948-1969, | Immigration en Israël en provenance d'Éthiopie : 1948-1969, | Immigration en Israël en provenance d'Éthiopie : 1948-1969, | Immigration en Israël en provenance d'Éthiopie : 1948-1969, | Immigration en Israël en provenance d'Éthiopie : 1948-1969, | Immigration en Israël en provenance d'Éthiopie : 1948-1969, | Immigration en Israël en provenance d'Éthiopie : 1948-1969, | Immigration en Israël en provenance d'Éthiopie : 1948-1969, | Immigration en Israël en provenance d'Éthiopie : 1948-1969, | Immigration en Israël en provenance d'Éthiopie : 1948-1969, |
| ----------------------------------------------------------- | ----------------------------------------------------------- | ----------------------------------------------------------- | ----------------------------------------------------------- | ----------------------------------------------------------- | ----------------------------------------------------------- | ----------------------------------------------------------- | ----------------------------------------------------------- | ----------------------------------------------------------- | ----------------------------------------------------------- | ----------------------------------------------------------- | ----------------------------------------------------------- | ----------------------------------------------------------- | ----------------------------------------------------------- | ----------------------------------------------------------- | ----------------------------------------------------------- | ----------------------------------------------------------- | ----------------------------------------------------------- | ----------------------------------------------------------- | ----------------------------------------------------------- | ----------------------------------------------------------- | ----------------------------------------------------------- | ----------------------------------------------------------- |
| Année                                                       | 1949                                                        | 1950                                                        | 1951                                                        | 1952                                                        | 1953                                                        | 1954                                                        | 1955                                                        | 1956                                                        | 1957                                                        | 1958                                                        | 1959                                                        | 1960                                                        | 1961                                                        | 1962                                                        | 1963                                                        | 1964                                                        | 1965                                                        | 1966                                                        | 1967                                                        | 1968                                                        | 1969                                                        | Total                                                       |
| Pop.                                                        | 1                                                           | 5                                                           | 1                                                           | 0                                                           | 3                                                           | 13                                                          | 25                                                          | 1                                                           | 5                                                           | 4                                                           | 3                                                           | 3                                                           | 2                                                           | 11                                                          | 17                                                          | 8                                                           | 9                                                           | 21                                                          | 13                                                          | 17                                                          | 14                                                          | 176                                                         |

| Immigration en Israël en provenance d'Éthiopie : 1970-1989 | Immigration en Israël en provenance d'Éthiopie : 1970-1989 | Immigration en Israël en provenance d'Éthiopie : 1970-1989 | Immigration en Israël en provenance d'Éthiopie : 1970-1989 | Immigration en Israël en provenance d'Éthiopie : 1970-1989 | Immigration en Israël en provenance d'Éthiopie : 1970-1989 | Immigration en Israël en provenance d'Éthiopie : 1970-1989 | Immigration en Israël en provenance d'Éthiopie : 1970-1989 | Immigration en Israël en provenance d'Éthiopie : 1970-1989 | Immigration en Israël en provenance d'Éthiopie : 1970-1989 | Immigration en Israël en provenance d'Éthiopie : 1970-1989 | Immigration en Israël en provenance d'Éthiopie : 1970-1989 | Immigration en Israël en provenance d'Éthiopie : 1970-1989 | Immigration en Israël en provenance d'Éthiopie : 1970-1989 | Immigration en Israël en provenance d'Éthiopie : 1970-1989 | Immigration en Israël en provenance d'Éthiopie : 1970-1989 | Immigration en Israël en provenance d'Éthiopie : 1970-1989 | Immigration en Israël en provenance d'Éthiopie : 1970-1989 | Immigration en Israël en provenance d'Éthiopie : 1970-1989 | Immigration en Israël en provenance d'Éthiopie : 1970-1989 | Immigration en Israël en provenance d'Éthiopie : 1970-1989 | Immigration en Israël en provenance d'Éthiopie : 1970-1989 |
| ---------------------------------------------------------- | ---------------------------------------------------------- | ---------------------------------------------------------- | ---------------------------------------------------------- | ---------------------------------------------------------- | ---------------------------------------------------------- | ---------------------------------------------------------- | ---------------------------------------------------------- | ---------------------------------------------------------- | ---------------------------------------------------------- | ---------------------------------------------------------- | ---------------------------------------------------------- | ---------------------------------------------------------- | ---------------------------------------------------------- | ---------------------------------------------------------- | ---------------------------------------------------------- | ---------------------------------------------------------- | ---------------------------------------------------------- | ---------------------------------------------------------- | ---------------------------------------------------------- | ---------------------------------------------------------- | ---------------------------------------------------------- |
| Année                                                      | 1970                                                       | 1971                                                       | 1972                                                       | 1973                                                       | 1974                                                       | 1975                                                       | 1976                                                       | 1977                                                       | 1978                                                       | 1979                                                       | 1980                                                       | 1981                                                       | 1982                                                       | 1983                                                       | 1984                                                       | 1985                                                       | 1986                                                       | 1987                                                       | 1988                                                       | 1989                                                       | Total                                                      |
| Pop.                                                       | 13                                                         | 7                                                          | 40                                                         | 41                                                         | 24                                                         | 19                                                         | 10                                                         | 90                                                         | 37                                                         | 45                                                         | 259                                                        | 850                                                        | 950                                                        | 2 393                                                      | 8 327                                                      | 1 888                                                      | 238                                                        | 231                                                        | 595                                                        | 1 448                                                      | 17 505                                                     |

| Immigration en Israël en provenance d'Éthiopie : 1990-2017 | Immigration en Israël en provenance d'Éthiopie : 1990-2017 | Immigration en Israël en provenance d'Éthiopie : 1990-2017 | Immigration en Israël en provenance d'Éthiopie : 1990-2017 | Immigration en Israël en provenance d'Éthiopie : 1990-2017 | Immigration en Israël en provenance d'Éthiopie : 1990-2017 | Immigration en Israël en provenance d'Éthiopie : 1990-2017 | Immigration en Israël en provenance d'Éthiopie : 1990-2017 | Immigration en Israël en provenance d'Éthiopie : 1990-2017 | Immigration en Israël en provenance d'Éthiopie : 1990-2017 | Immigration en Israël en provenance d'Éthiopie : 1990-2017 | Immigration en Israël en provenance d'Éthiopie : 1990-2017 | Immigration en Israël en provenance d'Éthiopie : 1990-2017 | Immigration en Israël en provenance d'Éthiopie : 1990-2017 | Immigration en Israël en provenance d'Éthiopie : 1990-2017 | Immigration en Israël en provenance d'Éthiopie : 1990-2017 | Immigration en Israël en provenance d'Éthiopie : 1990-2017 | Immigration en Israël en provenance d'Éthiopie : 1990-2017 | Immigration en Israël en provenance d'Éthiopie : 1990-2017 | Immigration en Israël en provenance d'Éthiopie : 1990-2017 | Immigration en Israël en provenance d'Éthiopie : 1990-2017 | Immigration en Israël en provenance d'Éthiopie : 1990-2017 | Immigration en Israël en provenance d'Éthiopie : 1990-2017 | Immigration en Israël en provenance d'Éthiopie : 1990-2017 | Immigration en Israël en provenance d'Éthiopie : 1990-2017 | Immigration en Israël en provenance d'Éthiopie : 1990-2017 | Immigration en Israël en provenance d'Éthiopie : 1990-2017 | Immigration en Israël en provenance d'Éthiopie : 1990-2017 | Immigration en Israël en provenance d'Éthiopie : 1990-2017 | Immigration en Israël en provenance d'Éthiopie : 1990-2017 |
| ---------------------------------------------------------- | ---------------------------------------------------------- | ---------------------------------------------------------- | ---------------------------------------------------------- | ---------------------------------------------------------- | ---------------------------------------------------------- | ---------------------------------------------------------- | ---------------------------------------------------------- | ---------------------------------------------------------- | ---------------------------------------------------------- | ---------------------------------------------------------- | ---------------------------------------------------------- | ---------------------------------------------------------- | ---------------------------------------------------------- | ---------------------------------------------------------- | ---------------------------------------------------------- | ---------------------------------------------------------- | ---------------------------------------------------------- | ---------------------------------------------------------- | ---------------------------------------------------------- | ---------------------------------------------------------- | ---------------------------------------------------------- | ---------------------------------------------------------- | ---------------------------------------------------------- | ---------------------------------------------------------- | ---------------------------------------------------------- | ---------------------------------------------------------- | ---------------------------------------------------------- | ---------------------------------------------------------- | ---------------------------------------------------------- |
| Année                                                      | 1990                                                       | 1991                                                       | 1992                                                       | 1993                                                       | 1994                                                       | 1995                                                       | 1996                                                       | 1997                                                       | 1998                                                       | 1999                                                       | 2000                                                       | 2001                                                       | 2002                                                       | 2003                                                       | 2004                                                       | 2005                                                       | 2006                                                       | 2007                                                       | 2008                                                       | 2009                                                       | 2010                                                       | 2011                                                       | 2012                                                       | 2013                                                       | 2014                                                       | 2015                                                       | 2016                                                       | 2017                                                       | Total                                                      |
| Pop.                                                       | 4 121                                                      | 20 014                                                     | 3 648                                                      | 863                                                        | 1 197                                                      | 1 311                                                      | 1 411                                                      | 1 661                                                      | 3 110                                                      | 2 290                                                      | 2 201                                                      | 3 274                                                      | 2 658                                                      | 3 029                                                      | 3 695                                                      | 3 571                                                      | 3 595                                                      | 3 591                                                      | 1 582                                                      | 2 430                                                      | 1 652                                                      | 2 666                                                      | 2 432                                                      | 450                                                        | 213                                                        | 91                                                         | 1 467                                                      | 214                                                        | 76 479                                                     |

#### Immigration des judaïsants: lesFalash Mura

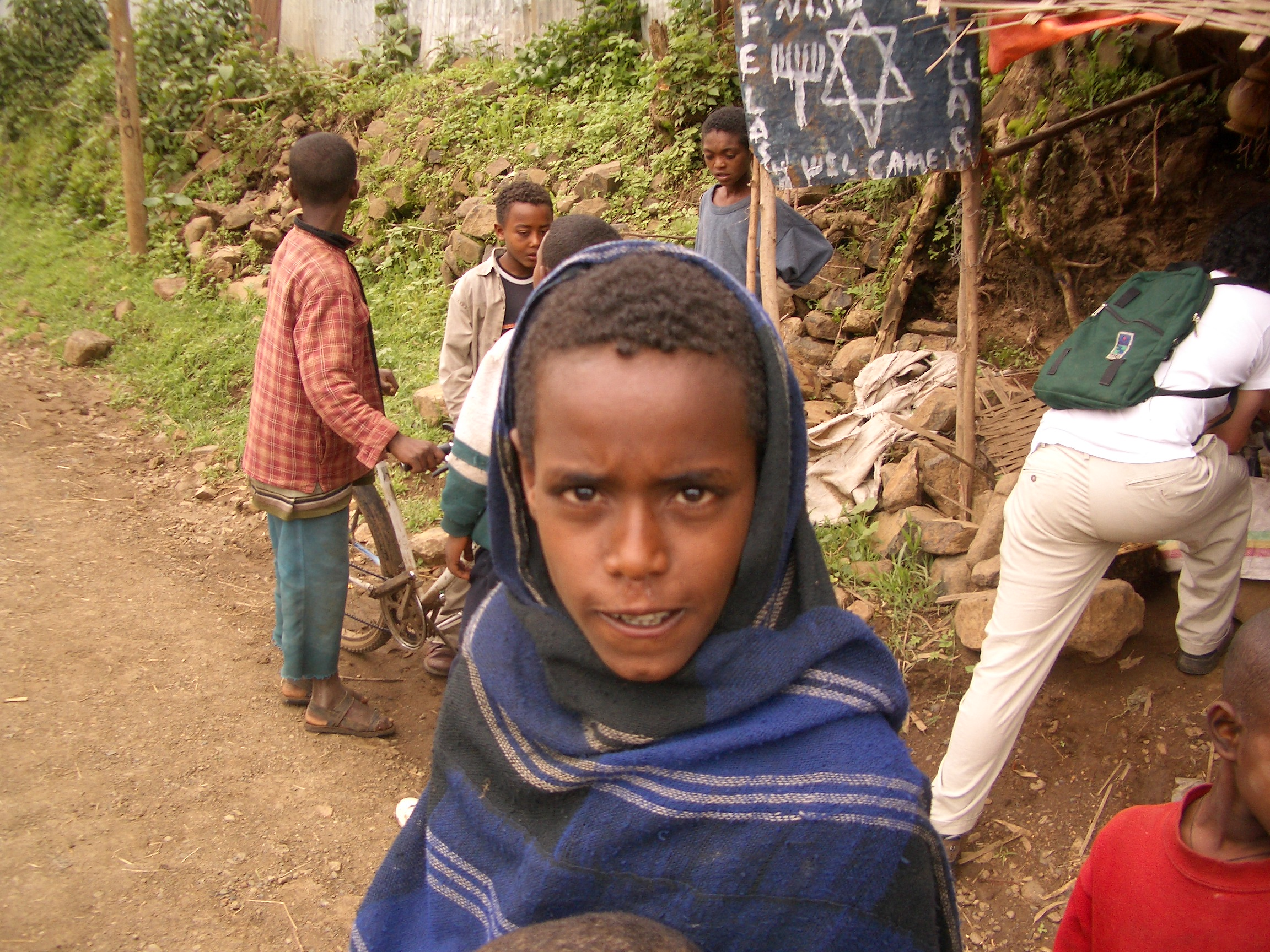
Un jeune Falash Mura en Éthiopie en 2005.

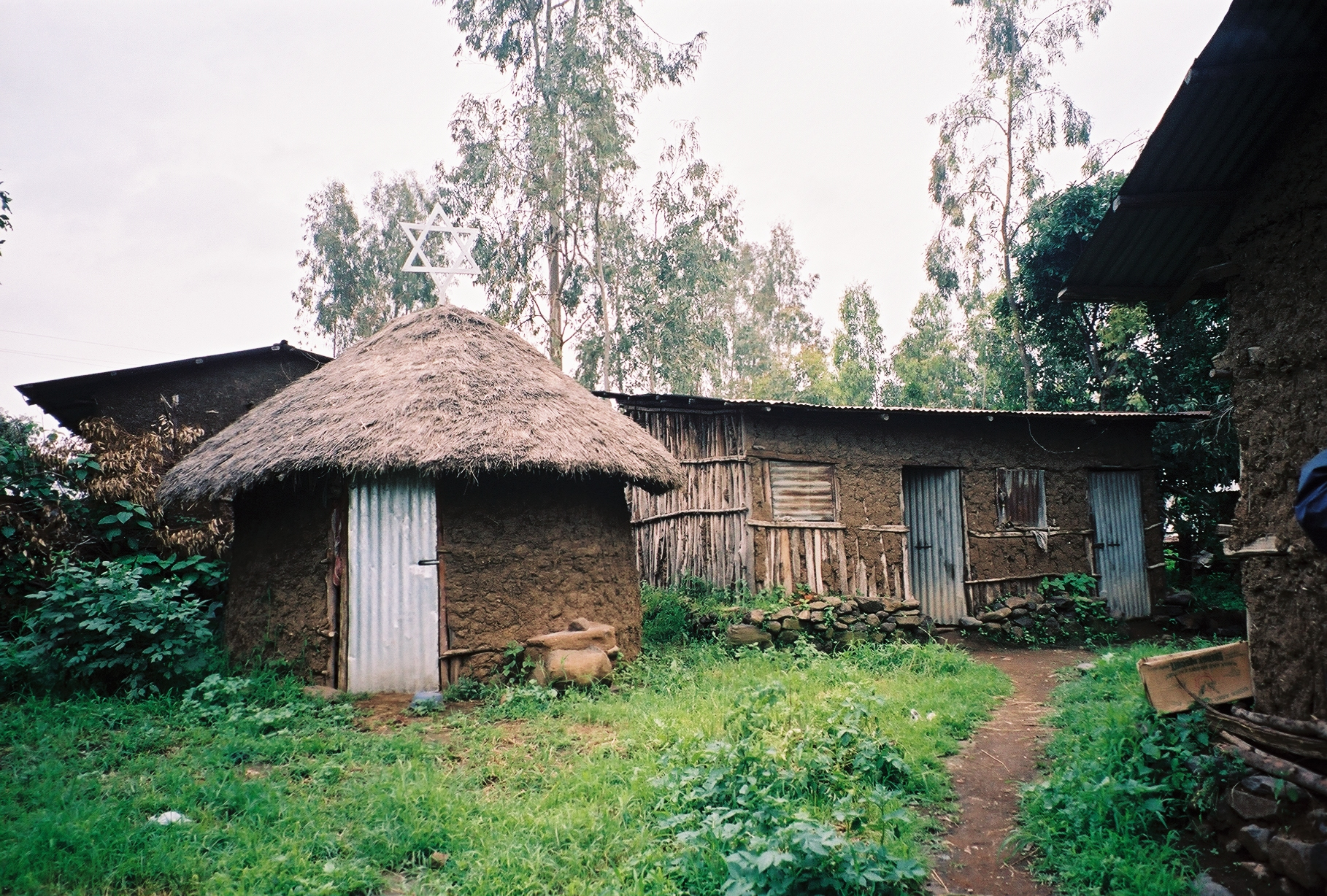
Village Falash Mura en 2003.

Dès 1991, les autorités israéliennes ont annoncé que la question de l’émigration Beta Israel était en passe d’être réglée, grâce au départ de presque tous les Juifs. Mais dès cette date, des milliers de personnes ont quitté le Nord du pays pour venir se réfugier à Addis-Abeba, se déclarant juives et demandant à émigrer vers Israël.
Un nouveau vocable apparaît pour désigner ce groupe : les Falash Mura.
Ces personnes, qui n’appartiennent pas aux communautés Beta Israel constituées, ne sont pas reconnues comme juives par Israël, et ne sont initialement pas autorisées à émigrer. Elles sont en principe d’origine Beta Israel (avec des doutes pour certaines), mais ont quitté les communautés organisées, parfois depuis deux ou trois générations.
Les autorités israéliennes considèrent que ces personnes sont désormais chrétiennes et ne peuvent bénéficier de la loi du retour en tant que juifs. Elles affirment aussi que beaucoup ne sont même pas d’ascendance Beta Israel, mais sont des chrétiens cherchant à émigrer. Elles considèrent donc les Falash Mura comme des émigrants économiques.
Les intéressés affirment être des Juifs assimilés, qui ne mettaient pas en avant leur appartenance dans un milieu où être Beta Israel était dévalorisé. Ils nient toute conversion au christianisme, ou l’admettent comme la réponse à une contrainte.
Depuis longtemps existaient d’ailleurs des groupes de convertis. Il ne s’agissait pas vraiment de conversions forcées, mais plutôt de conversions visant à échapper à une situation sociale douloureuse. Bon nombre de ces groupes continuaient à pratiquer leur religion en privé. L’anthropologue Simon Messing a ainsi mené une enquête en 1962 au sein des Maryam wodadj (les amis de Marie), un groupe ostensiblement chrétien (leurs femmes se tatouent des croix sur le visage), mais pratiquant toujours la religion Beta Israel en privé, strictement endogame (ne se mariant pas avec les chrétiens) et vivant dans le Dembea (entre la ville de Gondar et le lac Tana). « Au début des années 1980, G. J. Abbink recense d’autres groupes de convertis  » judaïsants : les Färäs muqra, les Chämmané (« gens du Chämma ») à l’ouest du lac Tana, les Tä’biban (« hommes sages », ou « magiciens »), un groupe de forgerons vivant à Ankober et Addis-Abeba, et dont Faïtlovitch avait déjà parlé. Yona Bogale, un des principaux dirigeants Beta Israel du Gondar, « connaissait personnellement à Addis-Abeba un groupe de Falashas […]. Ils s’étaient assimilés, […] et ne présentaient aucun des signes distinctifs des Falashas tout en continuant à se considérer comme Beta Israel dans l’intimité ».
Les Falash Mura ne sont cependant pas un groupe homogène, et c’est seulement leur volonté d’émigrer qui les regroupe sous ce vocable. On trouve semble-t-il de nombreux cas, depuis des Beta Israel assimilés mais jamais convertis, jusqu’à des chrétiens de souche mentant sur leur origine, en passant par des personnes issues de familles converties par obligation ou par conviction, sans compter des familles issues de mariages mixtes.

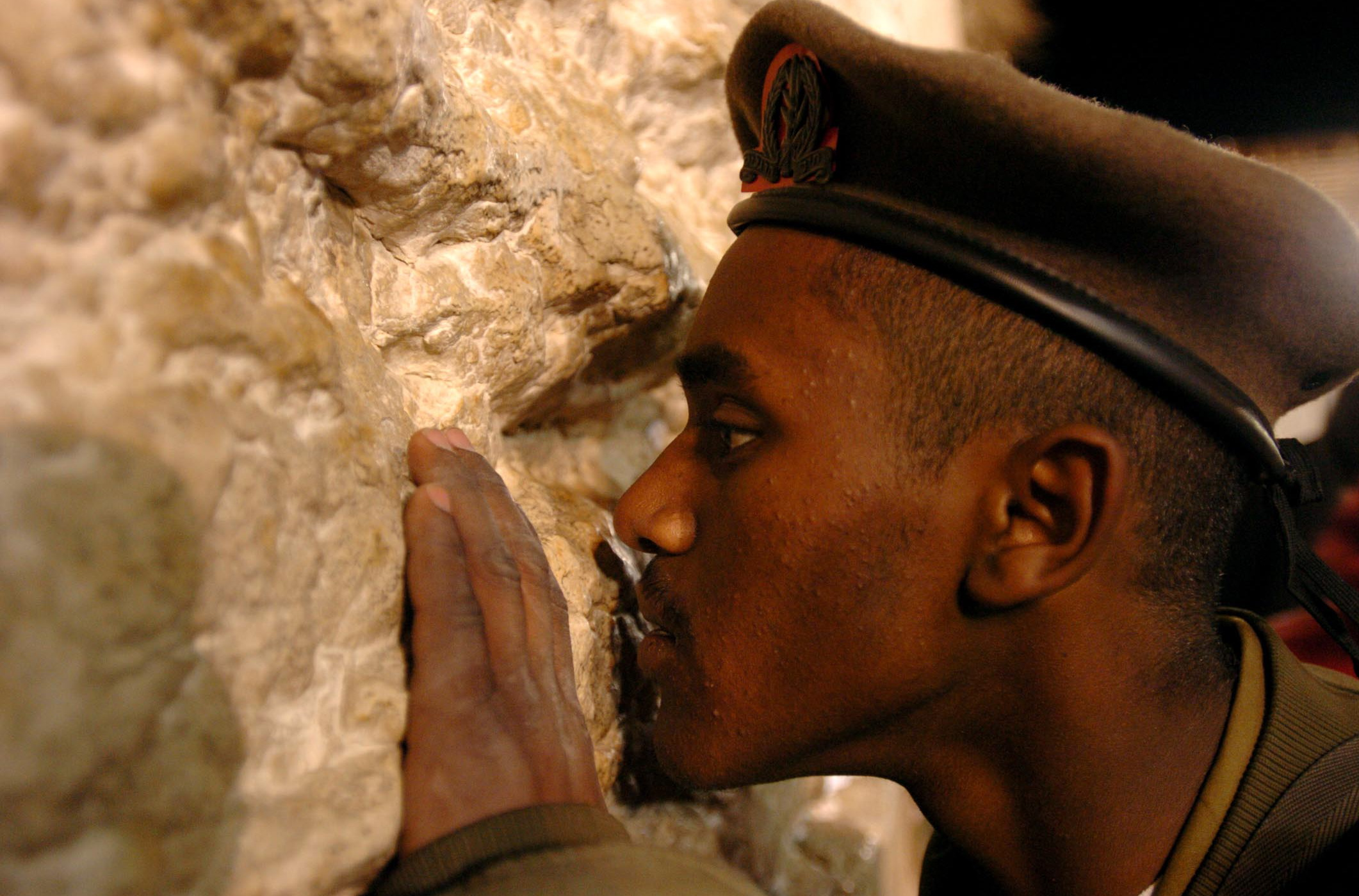
Soldat Beta Israel au Mur des Lamentations (Kotel), 2006.

Par ailleurs, la loi religieuse juive (mais pas la loi israélienne) considère que, même converti, un Juif reste Juif. Pour les rabbins, un retour au judaïsme du converti ou de ses enfants (si au moins la mère était juive) reste donc possible. Sous réserve de prouver son ascendance Beta Israel, ce qui n’est pas toujours simple, même quand c’est vrai.
Compte tenu de ces points de vue divergents, et de la difficulté à trancher, un débat assez vif s’est élevé en Israël, et au sein même de la communauté Beta Israel israélienne, entre partisans et opposants à l’émigration des Falash Mura. La position gouvernementale est restée globalement assez restrictive, mais a été soumise à de nombreuses critiques, y compris de certains religieux qui veulent favoriser le retour (quand il y a bien eu conversion, ce qui n’est sans doute pas toujours le cas) au judaïsme de ces groupes dits « Falash Mura ». Les laïcs israéliens, réticents à une définition purement religieuse de l’identité juive, ont souvent été plus réticents que les religieux à la reconnaissance des Falash Mura.

##### Années 1990 à 2020
Au cours des années 1990, le gouvernement a finalement autorisé la plupart de ceux qui s’étaient réfugiés à Addis-Abeba à émigrer en Israël. Certains ont pu le faire grâce à la loi du retour, qui permet à un parent non Juif d’un Juif israélien d’émigrer, d’autres ont été accueillis à titre humanitaire.
Le gouvernement israélien espérait régler le problème, mais l’information selon laquelle les personnes d’origine Beta Israel pouvaient émigrer vers Israël a attiré une vague de réfugiés encore plus importante vers Addis-Abeba, ce qui a conduit le gouvernement israélien à durcir sa position vers la fin des années 1990. Début 2003, il y avait un peu moins de 20 000 Falash Mura réfugiés à Addis-Abeba, parfois depuis des années. On parle (de façon très imprécise) d’un nombre équivalent de Falash Mura qui vivraient toujours dans le Nord de l’Éthiopie. En avril 2005, le Jerusalem Post a annoncé avoir mené une enquête en Éthiopie, à la suite de laquelle il arrivait à la conclusion que des dizaines de milliers de Falash Mura vivaient toujours dans les campagnes du nord de l’Éthiopie, non recensés par les organisations juives, mais tentés par l’émigration vers Israël.
En février 2003, le gouvernement israélien décide d’accepter que les autorités religieuses israéliennes organisent les conversions officielles au judaïsme des personnes réellement d’origine Beta Israel, et que ces personnes puissent ensuite émigrer en tant que juives vers Israël. La nouvelle position, plus ouverte, des autorités israéliennes gouvernementales et religieuses doit en théorie permettre l’émigration vers Israël de la majorité des Falash Mura le désirant (ceux dont l’origine Beta Israel est reconnue). En pratique, cependant, cette immigration reste lente, et le gouvernement continue à limiter, de 2003 à 2006, l’entrée des Falash Mura à environ 300 émigrants par mois. En 2004, les services du ministère israélien chargés de l’immigration ont ainsi indiqué que 3 700 Éthiopiens seulement avaient émigré vers Israël. Le gouvernement cependant confirme en janvier 2005 que l’objectif restait bien d’amener tous les Falash Mura d’origine juive en Israël, et que le rythme passerait de 300 à 600 personnes par mois à compter de juin 2005. Mi 2007, cependant, le quota de 300 immigrants par mois reste en vigueur, et a même encore été réduit par la suite. Pendant l'année hébraïque 5769 (septembre 2008 - septembre 2009), seuls 130 Éthiopiens ont pu immigrer. En 5770 (septembre 2009 - septembre 2010), il y a eu 1320 immigrants « en raison du changement dans la politique du gouvernement permettant aux Falash Mura de venir dans le pays ».
Une des explications de la réticence israélienne face à cette immigration est la difficulté à définir la réalité des revendications des Falash Mura à une ascendance Beta Israel. Les articles de la presse israélienne rapportent que des Éthiopiens désireux d’émigrer paient des Beta Israel ou des Falash Mura éligibles à l’émigration pour les déclarer comme membres de leur famille. Le Jerusalem Post caractérise en 2010 les variations fréquentes des politiques gouvernementales en disant que le processus d'immigration  « a été arrêté et relancé par l'État au cours des cinq dernières années, selon la personne qui dirigeait le ministère de l'Intérieur ».
En décembre 2010, le gouvernement donne son feu vert à l'immigration de 8 000 nouveaux Falash Mura, en quatre ans, au rythme de 200 par mois, en prévenant que cette immigration de groupe serait la dernière. « Dans le cadre de la mise en œuvre de la décision de 2010 […] plus de 6 500 Éthiopiens ont immigré en Israël » à fin juin 2013, et quelques centaines sont encore prévus à cette date pour émigrer jusqu'au 28 aout 2013, nouvelle date officielle de la fin de l'immigration de masse fixée par le gouvernement israélien,.
Cependant, en novembre 2015, le gouvernement israélien décide d’approuver un programme pour l’immigration de 9 000 juifs d’Éthiopie. L’alyah des « derniers » 9 000 juifs d’Éthiopie doit commencer en juin 2016 et durer environ cinq ans. Mais en février 2020, le gouvernement approuve l'immigration de 398 Falash Mura, en sus des 2 000 arrivés depuis la décision de novembre 2015. Et en octobre 2020, Le gouvernement vote à l'unanimité pour l'immigration de 2 000 Éthiopiens de la communauté des Falashmoras au titre du regroupement familial
Les nouveaux immigrants ne sont généralement pas considérés comme juifs, et n'obtiennent donc pas automatiquement la citoyenneté israélienne. L'état les accueille dans des centres d'absorption[réf. souhaitée] et favorise un processus de conversion au judaïsme orthodoxe permettant d'obtenir la citoyenneté plus rapidement qu'en passant par une demande de naturalisation.

### Intégration en Israël

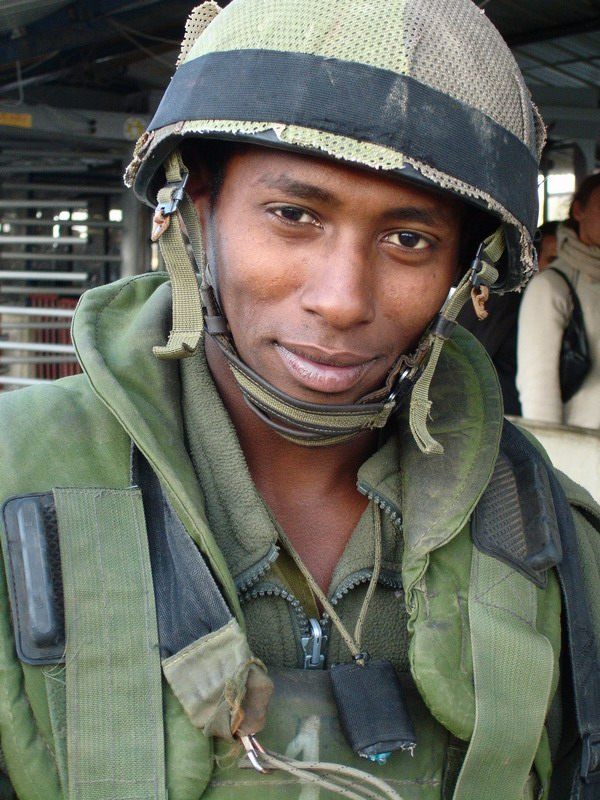
Un soldat israélien d’origine éthiopienne à Naplouse, en 2006.

En 2005, il y avait environ 105 000 personnes d’origine éthiopienne en Israël, dont 30 000 nées dans le pays, et 138 200 en 2014. Elles regroupent en majorité des Beta Israel ainsi que d’anciens Falash Mura. Ces derniers, qui seraient une trentaine de milliers en 2010, insistent généralement sur leur judaïté. Un petit groupe reste cependant chrétien, et a même des activités prosélytes vivement dénoncées par la communauté.
Malgré cette forte insistance de la quasi-totalité des Éthiopiens (toutes origines confondues), sur leur judaïsme et leur attachement à Israël, l’intégration concrète pose des problèmes.

#### Choc culturel
Le premier contact avec Israël a généralement été un choc assez violent pour les nouveaux immigrants. Pour une population rurale avec un niveau scolaire très faible, l’univers urbain israélien a posé des problèmes d’adaptation. Bon nombre des nouveaux immigrants, surtout ceux des villages les plus reculés, ne connaissaient pas l’électricité, les ascenseurs ou la télévision. L’adaptation à la nourriture israélienne a été particulièrement difficile. L’éclatement des familles lors de l’exode, et parfois lors de la répartition entre centres d’insertion israéliens, a causé de nombreux traumatismes. Les changements de noms ont provoqué une rupture symbolique avec le passé. En effet, l’administration hébraïse les prénoms, et exige des patronymes, inexistants dans la société éthiopienne (en). Ces changements de noms ont créé un système à deux niveaux, où anciens et nouveaux noms se superposent, s’utilisent et se concurrencent. L’immersion dans l’hébreu n’a pas été simple, une majorité d’immigrants n’arrivant pas, même après des années en Israël, à le maîtriser, ce qui entraîne une forte marginalisation sociale. Enfin, la remise en cause des pratiques religieuses traditionnelles par le rabbinat a été un moment de désarroi.
Les sociologues israéliens ont noté divers problèmes d’adaptation, entraînant chez une minorité des problèmes psychologiques aigüs, voire des suicides dans les années suivant immédiatement l’immigration. À la fin des années 1980, « la proportion de suicides chez les Juifs éthiopiens a ainsi dépassé celui de toutes les autres communautés nationales immigrées », avant de baisser.
Les nouvelles générations se sont par contre rapidement fondues dans la culture israélienne, avec quelques spécificités : « le développement d’une sous culture israélo-afro-américaine, et l’identification avec la musique noire comme le reggae et le rap, servent à structurer leur identité » selon l'anthropologue, Malka Shabtai. Cette identification aux codes vestimentaires et musicaux des noirs américains participe aussi d’un « choc des générations » avec les adultes immigrés d’Éthiopie.

#### Regroupement communautaire
Le problème du logement est un problème récurrent à chaque immigration massive en Israël, et ce depuis les années 1950. Dans le cas des Éthiopiens, différentes solutions ont été mises en œuvre, en particulier des camps de mobile home[réf. nécessaire]. Satisfaisantes pour le confort, ces solutions « provisoires », mais qui ont parfois tendance à durer, ont eu deux inconvénients. D’une part, elles repoussent à la périphérie des villes les nouvelles populations, créant des groupes ethniquement assez homogènes et freinant leur intégration. D’autre part, ces zones sont parfois loin des emplois offerts par l’économie israélienne, sont mal ou pas desservies par les transports en commun, amplifiant ainsi les problèmes de chômage.
Avec le temps, les Éthiopiens s’installent en ville, créant des enclaves ethniques[réf. nécessaire] où des familles étendues se regroupent volontairement avec le risque à terme de constitution de ghettos.

#### Évolution religieuse

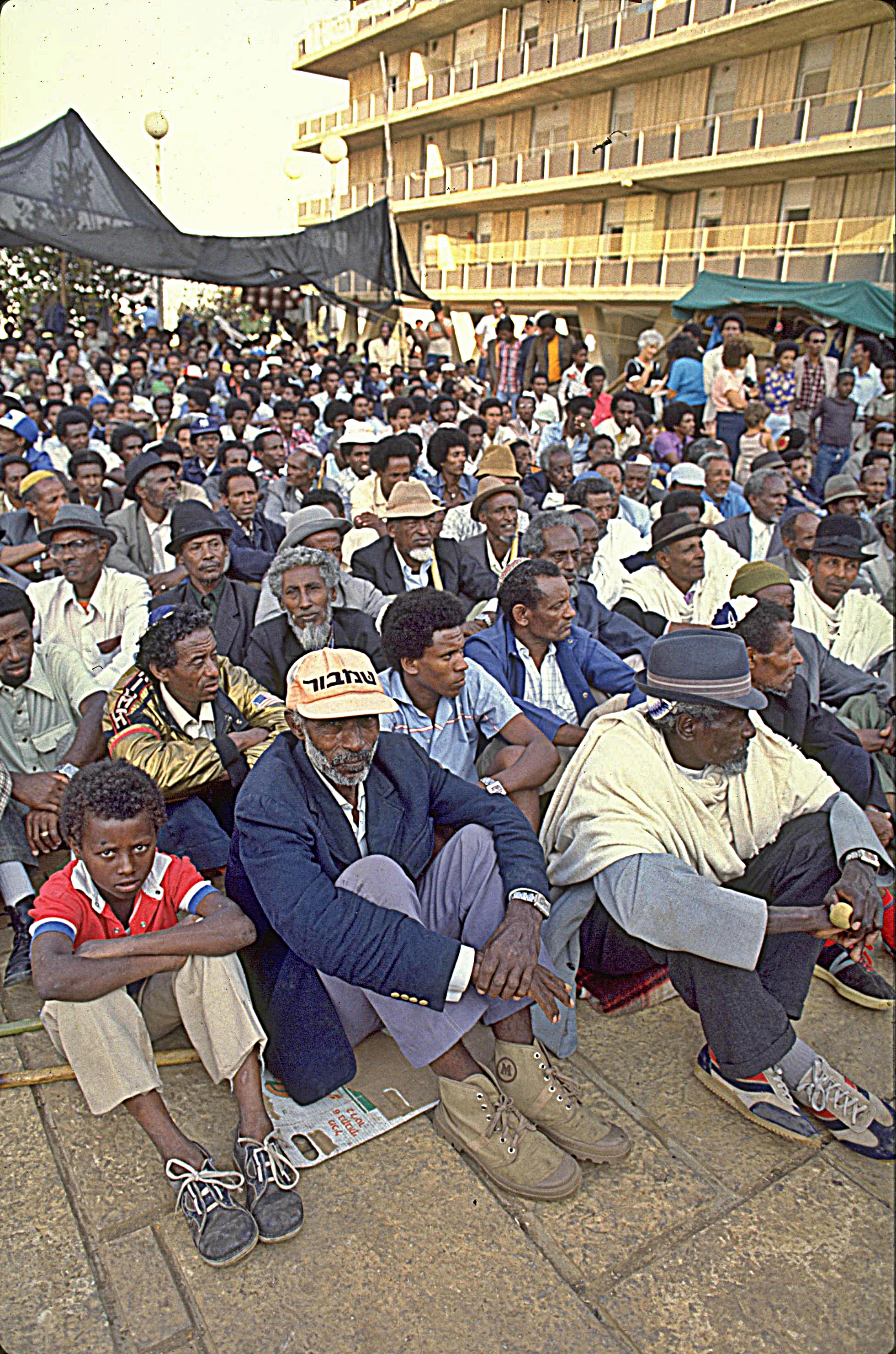
Protestation en 1985 contre les exigences de « conversion » du rabbinat.

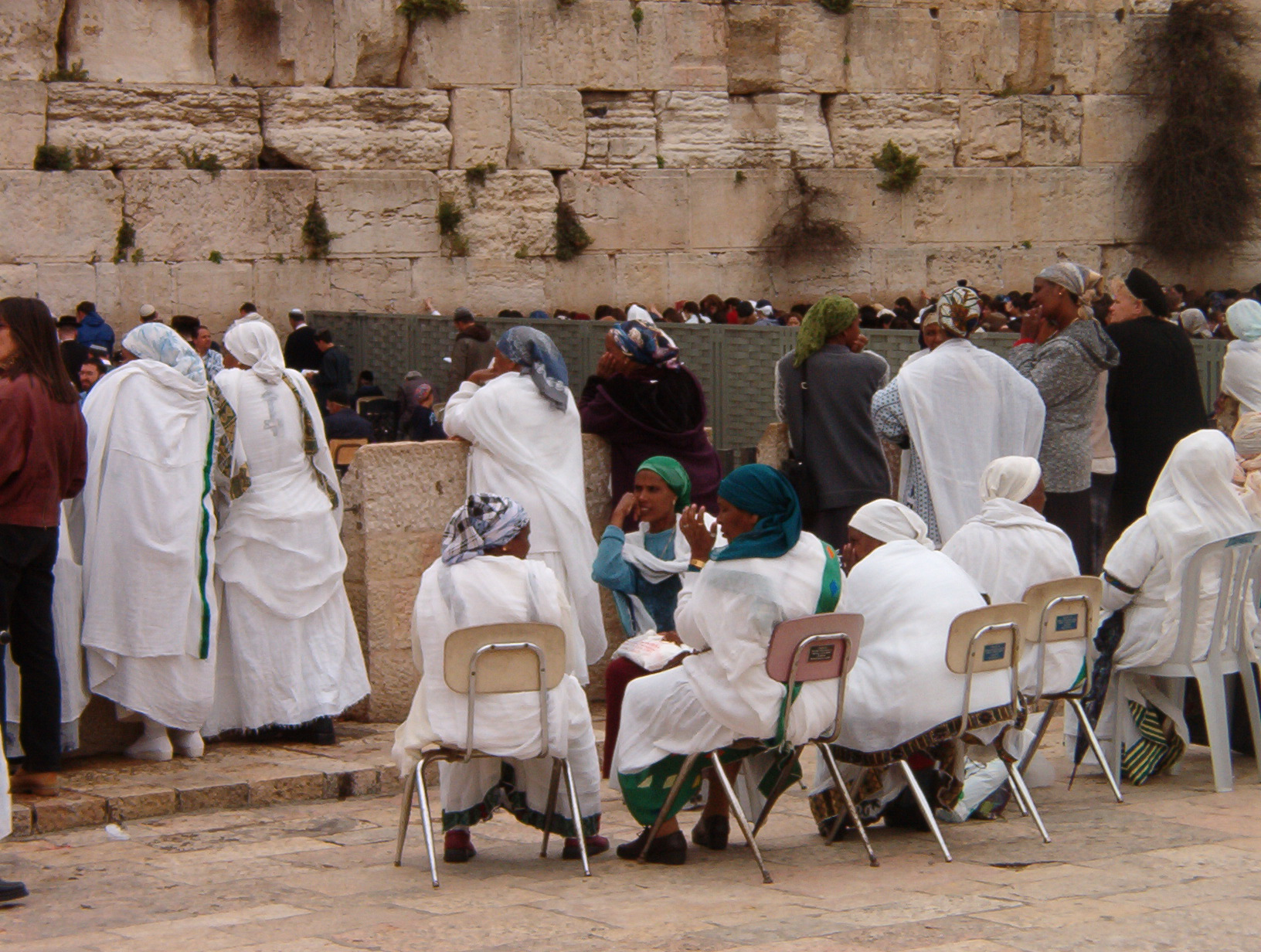
Juives éthiopiennes en prière au Mur des Lamentations (Kotel).

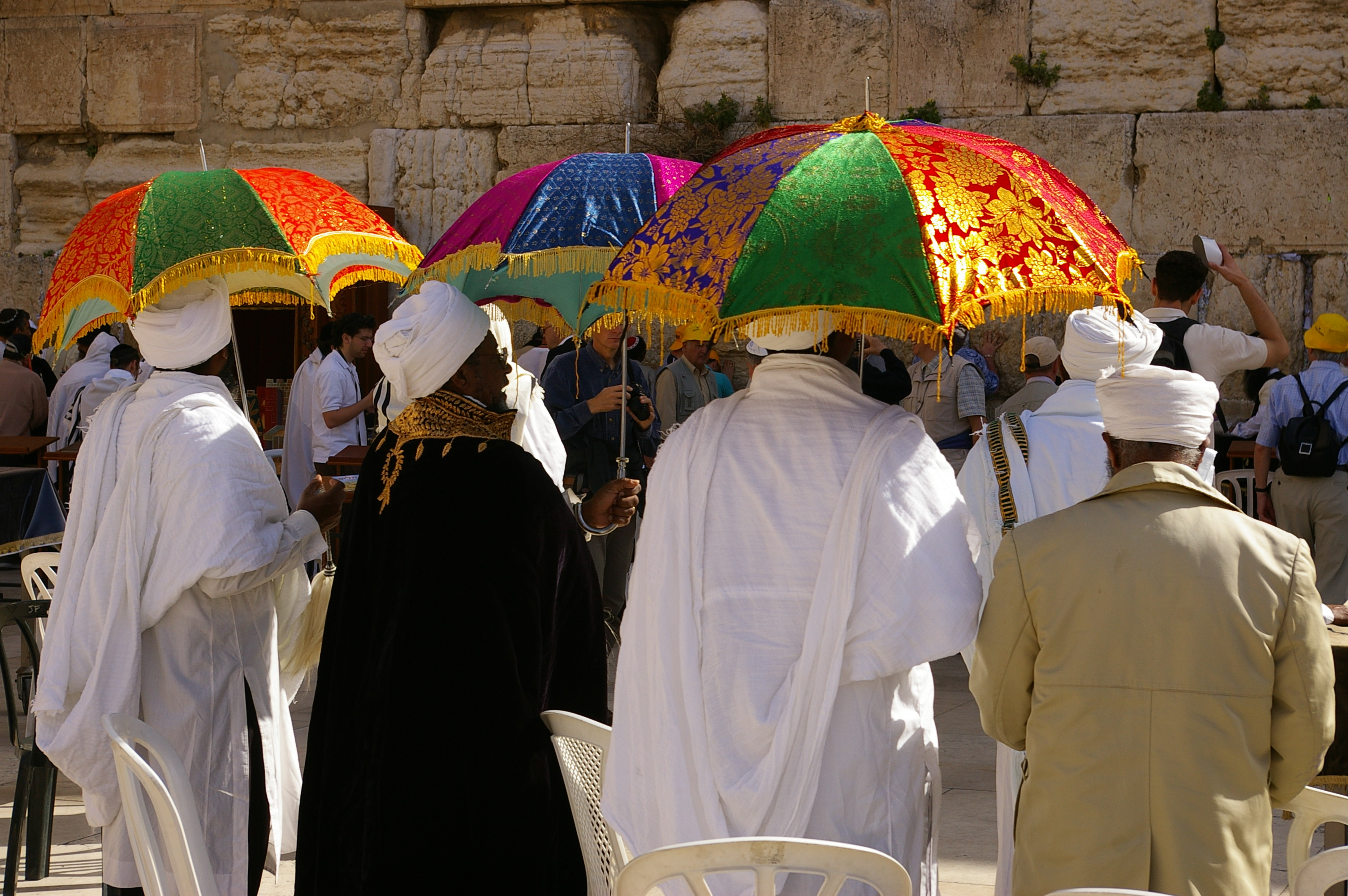
Juifs éthiopiens en prière au Mur des Lamentations (Kotel).

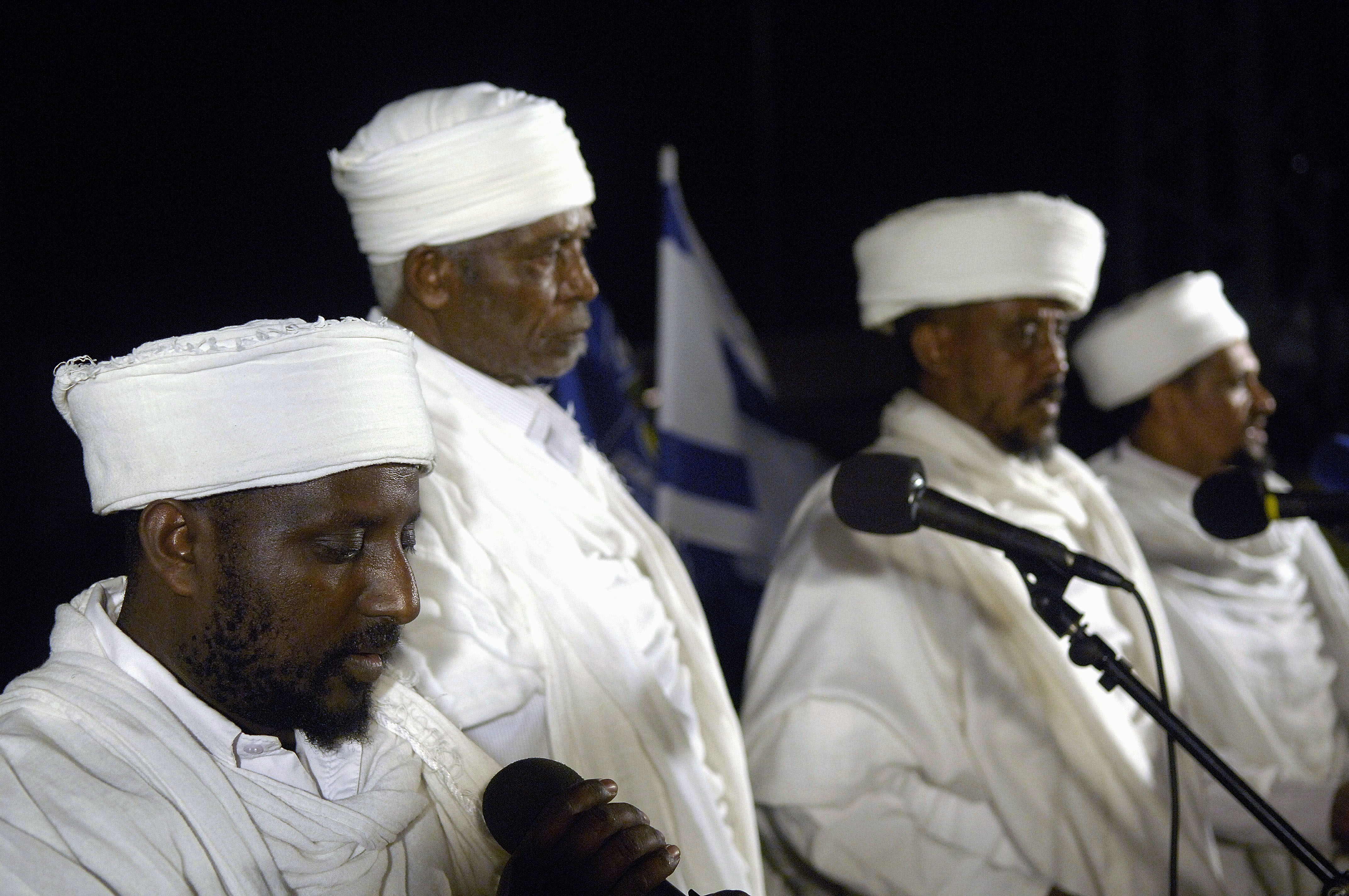
Kessim priant en 2010 pour les Beta Israel morts au Soudan sur la route vers Israël.

Des haredim ultra-orthodoxes ne reconnaissent toujours pas les Beta Israel comme Juifs, et pas seulement ceux d’origine Falash mura.
D'autres, comme les sionistes-religieux, ont accueilli les juifs éthiopiens et aidé à leur intégration.
Quant au rabbinat israélien, il a toujours exprimé des doutes sur la validité des mariages et des conversions effectuées par les Beta Israel, jugés non conformes à la Halakha. Il a ainsi été demandé des conversions simplifiées avant chaque mariage, afin de sécuriser le statut de Juif des nouveaux immigrants. Acceptée par les premiers immigrants du Tigré, cette cérémonie a été majoritairement refusée à partir de 1985 par les immigrants du Gondar, entraînant un long conflit avec le grand rabbinat. Celui-ci a finalement accepté de limiter le nombre de ces conversions symboliques aux seuls cas les plus douteux. Paradoxalement, les Falash Mura étant souvent convertis en bonne et due forme lors de leur immigration peuvent avoir moins de problème de statut personnel[réf. nécessaire].
Concernant l’encadrement religieux, la soixantaine de kessim (prêtres) éthiopiens émigrés en Israël ont été salariés par le ministère des cultes, et continuent à animer nombre de cérémonies religieuses. Ils ne sont cependant pas reconnus comme rabbins et n’ont donc par exemple pas le droit de célébrer des mariages (monopole des rabbins en Israël, au moins pour les Juifs). Pour ceux qui étaient les garants de la communauté, la perte de prestige et de statut social est donc importante, et généralement mal vécue. Beaucoup de rabbins les associent cependant encore aux mariages de la communauté. Une nouvelle génération de rabbins d’origine éthiopienne est également en train d’apparaître, reprenant progressivement le pouvoir religieux aux kessim, après avoir été formée dans les yechivot israéliennes. En 2005, on comptait néanmoins 8 nouveaux kessim ordonnés en Israël depuis le début de l’immigration. Eux ne sont pas reconnus par le ministère des cultes, qui souhaite un alignement à terme des pratiques religieuses éthiopiennes sur celles des Juifs orthodoxes. Les anciens et les nouveaux kessim rejettent généralement avec plus ou moins de vigueur les règles rabbiniques tirées du Talmud, dont ils considèrent qu’elles ne sont pas prescrites par l’Orit (la Bible).
Encore plus en rupture avec le rabbinat israélien sont les disciples d’Abba Beyene, qui se présente comme le dernier moine Beta Israel éthiopien (cf. supra). Celui-ci, emprisonné en Éthiopie pour sionisme[réf. souhaitée], « n’accepte pas la position rabbinique quand elle est en conflit avec sa propre compréhension de la pratique juive, qui est d’abord basée sur les cinq livres de Moïse (Pentateuque), et non sur le Talmud ». Ses pratiques ascétiques et communautaires attirent de jeunes Israéliens d’origine éthiopienne, qui aspirent à retrouver leurs racines religieuses, face à l’assimilation culturelle de la majorité de leur communauté. Sa démarche s’inscrit aussi dans une volonté de voir renaître l’antique pratique des moines juifs éthiopiens.
Malgré cet attachement de certains aux pratiques éthiopiennes, les traditions religieuses Beta Israel semblent rapidement reculer, combattues par le rabbinat et le mode de vie israélien. La grande majorité des élèves issus de l’immigration ont été pris en charge par le réseau scolaire religieux d’État, lequel promeut les pratiques juives « orthodoxes ». « Ce décalage intergénérationnel entraîne un fossé entre les jeunes, qui prient en hébreu selon le rite juif orthodoxe, et les parents, qui tentent tant bien que mal de ne pas abandonner les structures du culte traditionnel ». Cependant, avec le temps, « les adolescents […] sont de moins en moins scolarisés dans […] le réseau éducatif religieux », et la sécularisation progresse.

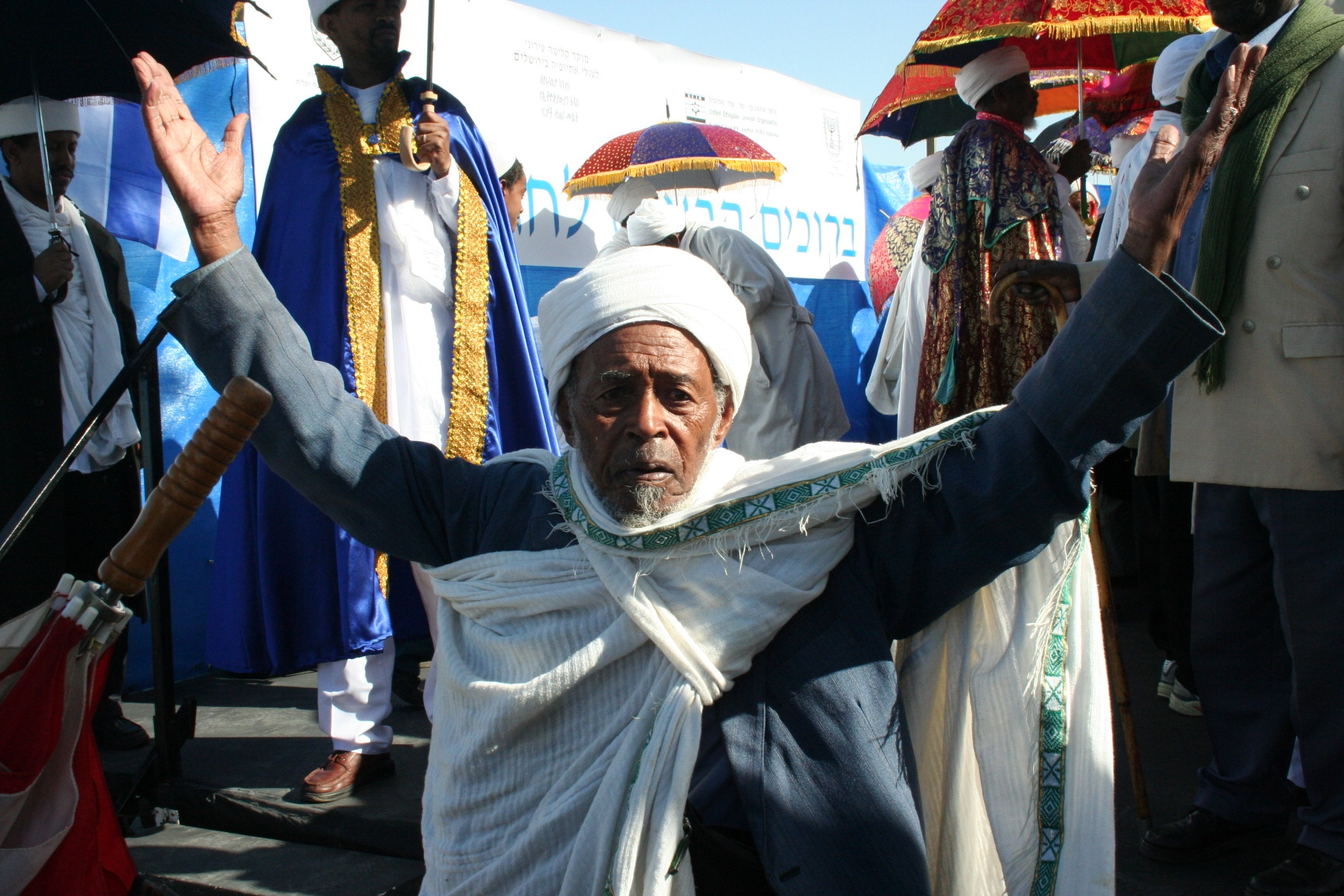
La fête du Sigd.

Les lois extrêmes de pureté régressent fortement, même si on a pu noter des femmes s’isolant encore pendant leurs règles. En l’absence de « hutte du sang », cet isolement a pu se faire dans une chambre, sur un balcon, et parfois même dans un placard. Les sociologues ont noté que, parallèlement à la régression des pratiques traditionnelles (déjà amorcée en Éthiopie depuis les années 1950), des sentiments de perte, de culpabilité et même des phobies se développaient chez les nouveaux immigrants. Selon les paroles du qés Maru, « en Israël, […] les enfants font ce qu'ils veulent […] nous ne pouvons pas conserver notre religion, tout est détruit ici ». L'abandon des pratiques de pureté choque particulièrement les adultes immigrés. En Éthiopie, ces pratiques différenciaient les Beta Israel des chrétiens. Le comportement « impur » des Juifs israéliens apparaît donc comme particulièrement blâmable. Le refus de consommer de la viande cacher, considérée comme impure, car non abattue selon les coutumes Beta Israel, est particulièrement fort dans l'ancienne génération.
Le judaïsme orthodoxe israélien a accepté quelques pratiques, comme le festival du Sigd (approximativement « prosternation » en amharique). Le 29 du mois hébreu de heshvan, les membres de la communauté juive éthiopienne jeûnent et se rendent à Jérusalem en pèlerinage, où les kessim récitent des parties de l’Orit. La fête a cependant perdu une partie de sa signification religieuse, et est devenue également un rassemblement communautaire et politique, où se pressent les représentants de l’État.

#### Conversion desFalash Mura
Depuis 1992, près de 40 à 50 000 Falash Mura ont émigré en Israël. Certains ont obtenu la reconnaissance de leur judaïté, mais la plupart ne l'ont pas, étant immigrés au titre de leur ascendance juive ou de leurs liens familiaux en Israël ; ils sont comme plus de 320 000 immigrants russes et leurs enfants qui ne sont pas reconnus comme juifs par le rabbinat.
Pourtant, bien que plus nombreux que les Falash Mura, ces « russophones et leurs enfants ne sont pas [systématiquement] envoyés vers des programmes de conversion organisés ». De leur côté, les Falash Mura le sont systématiquement depuis les années 2000. Leur « conversion est intégrée dans le processus d'absorption, et en constitue même une condition ». D'ailleurs, « encore en Éthiopie, tous les immigrants signent un engagement à suivre une conversion en Israël ».
Cette différence provient du fait que l'émigration des Falash Mura ne se fait pas sous l'emprise des mêmes lois que celle des émigrés ex-soviétiques. Ces derniers, s'ils ont un lien familial proche avec une personne reconnue comme juive, ont un droit à l'immigration fondé sur la loi du retour, alors que les Falash Mura, dont l'origine juive est ancienne et souvent improuvable, ne peuvent bénéficier de cette loi. Leur immigration ne relève donc que d'une demande de conversion au judaïsme, actée par écrit et acceptée par l’État et le rabbinat.
De son côté, la loi du retour n'implique aucune conversion pour les personnes considérées comme non-juives mais ayant un droit familial à l'immigration en Israël.
La conversion des Falash Mura est le « projet de conversion le plus massif de l'histoire de l’État ». Par exemple, en 2007, 5 538 certificats de conversion ont été attribués à des Éthiopiens, 2 269 en 2012, et un nombre similaire est attendu pour 2013. Depuis le premier programme de conversions étatique de 1995, ce sont quelque 45 000 Éthiopiens qui se sont convertis.
Des haredim ultra-orthoxes refusent de reconnaître ces conversions qu'ils jugent trop simplifiées. Dans le passé, « les anciens grand-rabbins d'Israel Meir Lau et Eliahou Bakshi-Doron considéraient que les Falash Mura ne devaient pas être considérés comme juifs et s'opposaient à leur immigration, mais une attitude plus ouverte a été mise en place par le rabbin Shlomo Amar durant son mandat en tant que grand-rabbin de Tel Aviv-Jaffa, et plus tard comme grand-rabbin séfarade d'Israël » (de 2003 à 2013). C'est cette ouverture du rabbinat officiel (sous l'influence de l'ancien grand rabbin Ovadia Yosef, une référence absolue dans le monde religieux séfarade) qui a permis l'actuel processus de conversion de masse, dont il est espéré qu'elle permettra de faciliter l'intégration des nouveaux immigrants et de leurs enfants. Il n'y a pas de mariage civil en Israël, les rabbins ont le monopole des mariages impliquant au moins un juif, et ils refusent tout mariage mixte. La conversion est donc importante pour permettre aux nouveaux immigrants de passer des mariages officiels avec d'autres israéliens juifs, d'origine éthiopienne ou non.
Jusque dans les années 2000, il y a eu des conversions en Éthiopie même, mais depuis cette période le processus officiel se déroule en Israël. Cependant, « encore dans le camp de transit en Éthiopie, les immigrés commencent le processus d'étude. [... Il] inclut la familiarisation avec le Shabbat et les jours fériés, les prières, les croyances, les objets rituels, etc. Environ un mois après qu'ils ont atterri à l'aéroport international de Tel Aviv-David Ben Gourion, les nouveaux arrivants prennent des cours dans différentes matières, principalement en hébreu et en judaïsme […]. Le processus est presque toujours réalisé dans le cadre de la famille et non pas individuellement, comme c'est le cas avec d'autres convertis ». Une fois en Israël, la conversion dure en général un an. Ce cadre familial et cette durée relativement courte sont critiqués par les ultra-orthodoxes comme bien trop souples. De fait « personne ne conteste que l’État d'Israël a rendu le processus de conversion convivial pour les Falash Mura ». Cette souplesse est justifiée par le « département des conversions » par le fait que « les Éthiopiens viennent d'une « culture traditionnelle » qui s'accorde plus facilement avec les valeurs religieuses ».
Mais s'il est relativement souple, le processus de conversion n'en est pas moins exigeant. Car « ce ne sont pas des immigrés ordinaires - leur absorption dépend de leur conversion. […] Leur esprit est totalement engagé avec cette question. [Cela place les immigrants] sous une énorme pression, et il y a beaucoup de familles qui se brisent ». La fin de la conversion, « est similaire à celle des autres convertis, en gros : la circoncision pour les hommes qui n'en ont pas », pour les autres une incision symbolique, « suivie par une immersion dans un mikvé (bain rituel) et la délivrance d'un certificat de conversion. Les couples mariés doivent se soumettre à une cérémonie de mariage abrégée, conformément à la « religion de Moïse et d'Israël » […] - une exigence qui, selon des sources au rabbinat, est remplie d'une amertume particulière pour les immigrants éthiopiens ». Mais le point qui pose le plus souvent problème est celui de l'incisions symbolique au prépuce. La majorité des hommes Falash Mura sont en effet circoncis (comme beaucoup d'éthiopiens) et l'exigence d'une circoncision symbolique « est la chose la plus sensible ». « Il y a des gens qui ne veulent pas subir une circoncision rituelle et cela bloque toute la famille. Parfois, les gens restent au centre d'absorption, même après la fin du processus, seulement parce que le père n'a pas subi une circoncision ».
Aux problèmes d'intégration économique, culturel et social que connaissent tous les immigrants éthiopiens s'ajoutent pour beaucoup de Falash Mura, surtout des jeunes, des problèmes d'identité, même après la conversion. Si la majorité des Israéliens les acceptent comme juifs, ce n'est pas toujours le cas des Beta Israel de la première vague d'immigration, dont beaucoup les voient toujours, conversion ou non, comme des chrétiens. « Il y a beaucoup de confusion parmi les jeunes sur cette question ».

#### Situation socio-économique

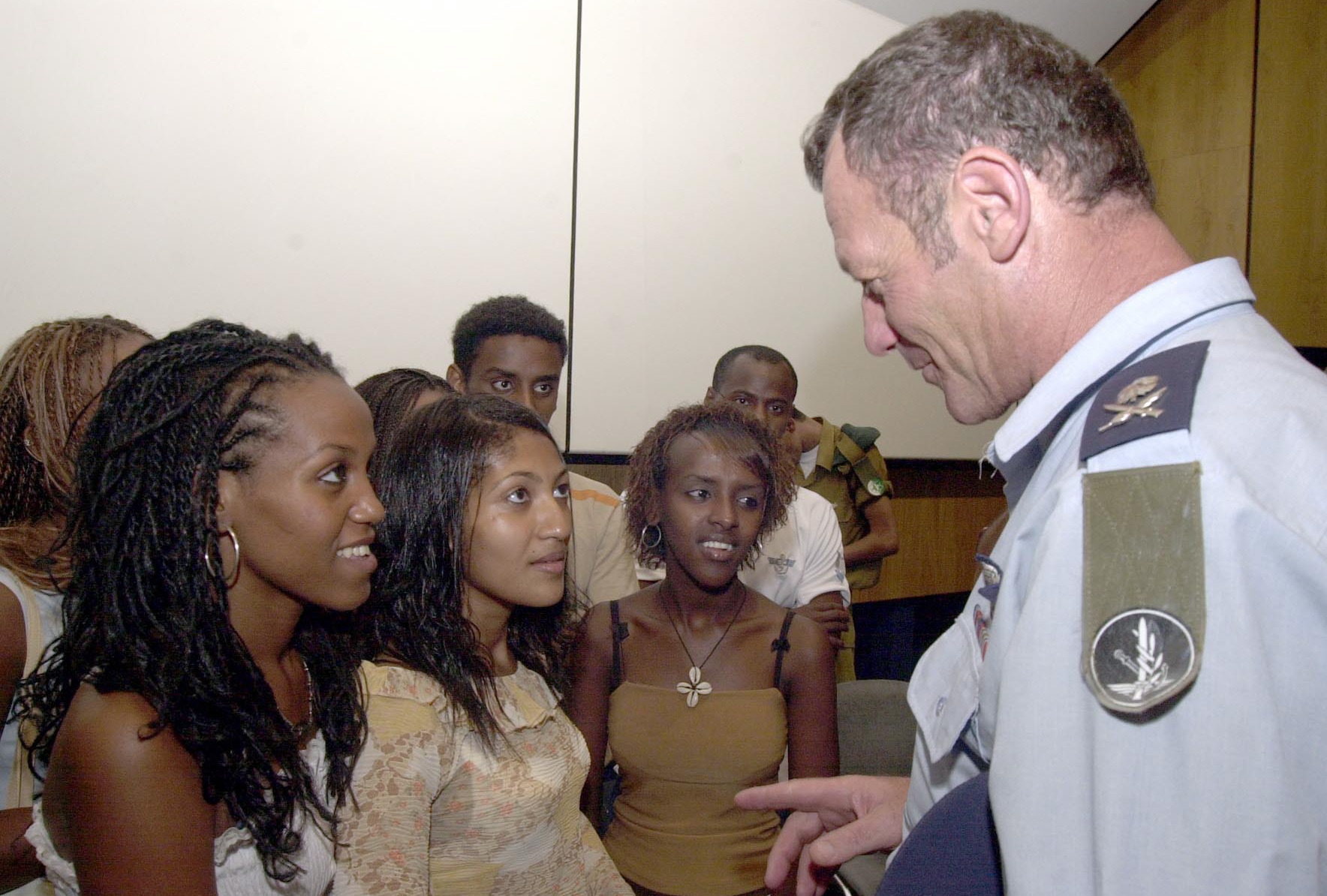
Présentation d'un programme de formation soutenu par l'armée. Tsahal est une voie d'intégration au sein de la société.

La plus grande difficulté des Éthiopiens réside sans doute dans le niveau de formation très bas des immigrants. À quelques exceptions près, ceux-ci n’avaient à leur arrivée aucune formation utilisable par une économie développée comme celle d’Israël, et ne connaissaient pas l’hébreu. L’analphabétisme était très répandu (90 % chez les adultes de 37 ans ou plus, selon une estimation), même si les jeunes étaient mieux formés et qu’une minorité avait fréquenté les établissements secondaires en Éthiopie. Concernant l’immigration plus récente des Falash Mura, des ONG (comme la North American Conference on Ethiopian Jewry) tentent de donner à ceux qui attendent des années en Éthiopie leur immigration une formation (assez basique) utilisable en Israël, et des notions d’hébreu. 80 % des adultes Falash Mura deviendraient cependant chômeurs en Israël.
Compte tenu de cet écart important entre les qualifications des Beta Israel et les besoins des entreprises israéliennes, un chômage important est constaté chez les immigrants : 65 % des plus de 45 ans en 2005. Ce chômage structurel participe à l’ancrage au bas de la pyramide sociale des Beta Israel. Les jeunes générations nées ou grandies en Israël réussissent mieux leur insertion dans le tissu économique israélien, grâce à une éducation « moderne », mais les niveaux de formation constatés restent en moyenne plus modestes (en 2000, le taux de réussite au bac était de 33 %, contre 45 % pour la jeunesse juive en général), et freinent l’apparition d’une véritable classe moyenne d’origine éthiopienne. En 2005, 3 000 jeunes sont cependant déjà diplômés de l’éducation supérieure, et 1 500 autres sont à l’université. Mais même les diplômés ont souvent du mal à trouver un emploi.
Niveau d’éducation faible, niveau de vie très modeste, habitat défavorisé et parfois dégradé ou isolé, cet ensemble de situations liées entre elles expliquent sans doute le développement de la délinquance chez les jeunes d’origine éthiopienne : son taux en 2005 serait trois fois celui constaté chez les jeunes Israéliens toutes origines confondues.

#### Problèmes de racisme

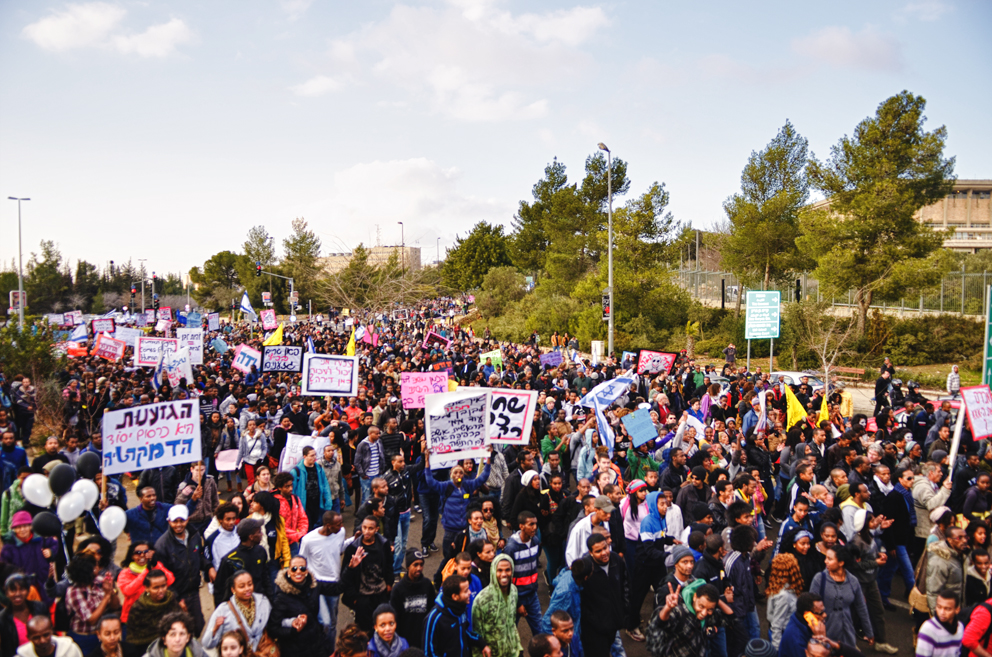
Manifestation de Beta Israel contre le racisme, 2012.

Des réactions de racisme sont constatées, surtout là où des concentrations importantes de Beta Israel existent. L’anthropologue Lisa Anteby-Yemnini rapporte un événement raciste au sein des centres d’intégration entre nouveaux immigrants éthiopiens et ex-soviétiques : « vous saviez qu’en Éthiopie ils habitaient dans les arbres ? Ce sont des sauvages, et l’on veut nous faire croire qu’ils sont juifs ! » avait déclaré un participant d'un programme du centre d'intégration.
En 2005, le maire d'Or Yehuda avait pendant quelques jours refusé d'accepter une douzaine d'élèves Beta Israel dans les écoles de sa commune, pour protester contre les décisions administratives de répartition qui ne permettent pas « une absorption contrôlée des immigrants » mais imposent des concentrations en une même ville, ce qui génère des « ghettos » ; le maire de la commune de Ramat Ha-Sharon les avait acceptés, leur avait offert le bus, et déclarait que le maire d'Or Yehuda devrait être arrêté. Ilan Adamka, un Juif éthiopien, interviewé par Haaretz, avait notamment déclaré : « Israël est l’un des États les plus racistes au monde envers les Noirs […]. Quand j’étais plus jeune, j’ai essayé de me connecter à la musique israélienne, d’aller dans des clubs avec des amis blancs, mais on ne me laissait pas entrer. Aujourd'hui, les Éthiopiens fréquentent des clubs avec des musiques auxquels ils peuvent s'identifier ». De façon moins abrupte, le même article indique que « beaucoup d’Éthiopiens de 20 ou 30 ans, qui sont nés en Israël ou y ont immigré jeunes, admettent que bien qu’ils soient passés par « le creuset » du service militaire, ils se sentent toujours différents et non désirés dans les lieux de rencontre des Israéliens et préfèrent traîner dans leurs propres endroits pour Éthiopiens seulement ». Confirmant ce sentiment d’exclusion, un sondage publié par le Jerusalem Post en 2005 indiquait que 43 % des Israéliens ne souhaitaient pas qu’eux-mêmes ou leurs enfants épousassent un ou une Beta Israel.
Début 2013, est révélée l'affaire des contraceptifs de longue durée injectés à des émigrantes Beta Israel dans les années 2000. Selon Gal Gabbay, l’auteur du documentaire israélien « Vacuum », qui reprend le témoignage de 35 femmes Beta Israel, ayant reçu une injection de Depo-Provera dans des camps de transit en Éthiopie avant d'immigrer en Israël : « Il faut comprendre que ces femmes dans les camps de transit sont très vulnérables. Elles veulent quitter l’Éthiopie et venir en Israël. Donc elles sont dans une position délicate. Et puis, elles viennent d’une culture d’obédience très forte. Avant de quitter leur pays, quelqu’un leur a dit que la vie serait difficile en Israël (...) et on leur a fortement recommandé de prendre cette injection. ». Le contraceptif avait un effet d'une durée de trois mois. Une infirmière israélienne aurait avoué que ces femmes n'avaient pas réellement compris les implications de l'injection, du fait de la barrière linguistique. Armin Arefi, journaliste, après avoir visionné le documentaire, va jusqu'à accuser Israël, d'avoir « forcé » l'administration du contraceptif « à leur insu ». Notamment en se basant sur le témoignage d'une femme qui avait déclaré qu'on ne lui avait pas dit que ce n'était pas un vaccin. À la suite de leurs plaintes, une enquête a été menée et n'a pas pu trouver de preuve permettant d'établir qu'elle aurait été contrainte et le gouvernement israélien a démenti ces accusations. Le gouvernement israélien a aussitôt publié un communiqué à l'attention des gynécologues leur demandant de ne pas administrer de Depo-Provera à des patients s'ils n'en comprennent pas tous les effets.
L’incident le plus célèbre a été le déclenchement de heurts inédits, le 30 avril 2015 en marge d'un rassemblement. Un millier de juifs originaires d'Éthiopie étaient venus dénoncer les discriminations dont ils se disent victimes, après la diffusion d'une vidéo d’une caméra de vidéosurveillance du 26 avril dans une rue de Holon, près de Tel Aviv. On y voit un jeune soldat d'origine éthiopienne, Damas Pakedeh, être pris à partie par un policier qui lui demande de s'éloigner avant de le rouer de coups, probablement exaspéré par sa réticence à obéir.
Le journaliste Danny Adino Abeba, lui-même éthiopien, du quotidien Yediot Aharonot déclare le lendemain : « si la hiérarchie policière ne se donne pas les moyens de mettre un terme aux violences subies par les descendants d'immigrants éthiopiens, nous assisterons à une « intifada noire » émaillée de graves violences ».
Benyamin Netanyahou qui a suspendu l’officier de police condamne formellement le racisme à la télévision israélienne et déclare le 30 avril : « Les responsables de ces actes seront châtiés. […] Les immigré éthiopiens et leurs familles nous sont précieux, l'État d'Israël fait des efforts pour faciliter leur intégration au sein de notre société et le prochain gouvernement continuera à faire de même. »
Pakedeh a été reçu par le président Reuven Rivlin et Nétanyahou dans le bureau du premier ministre. Rivlin dit que le déclenchement de manifestations de colère a « révélé une « plaie ouverte et saignante au cœur de la société israélienne » et que le pays doit répondre à leurs griefs ». La violence a pris une grande partie du pays, y compris le gouvernement, au dépourvu. Rivlin déclare qu'Israël voyait « la douleur d'une communauté pleurer sur un sentiment de discrimination, de racisme et d'être sans réponse ».
Depuis cet incident qui fait office d’électrochoc, la situation semble nettement moins crispée, la perception des Éthiopiens par l’ensemble de la population est transformée et l’état semble mieux prendre en compte les difficultés de cette population.
Le 1er juillet 2019, la mort d'un jeune de 19 ans originaire d'Éthiopie tué par le tir d'un policier hors service lors d'une altercation entraîne des manifestations violentes d'Israéliens d'origine éthiopienne dans tout le pays. Ils dénoncent une « discrimination systématique ».
Si le terme « Noir » commence à être revendiqué par la jeune génération, il a par contre été rejeté par ses parents, car en Éthiopie, dans « le système de perceptions raciales qui domine le monde des Beta Israel » les « Noirs » (t’equr) étaient les Barya, minorité Beta Israel méprisée d’origine servile (voir infra). Les Barya vivent maintenant en Israël, et sont officiellement reconnus comme Juifs, mais les distinctions sociales existent toujours, et des préjugés racistes virulents existent à leur encontre chez beaucoup de Beta Israel (sales, ignorants, sauvages, maudits, impurs), et pas seulement dans l’ancienne génération. Les mariages avec eux restent normalement prohibés. Les nouvelles réalités israéliennes ayant rendu les Barya indépendants de leurs anciens maîtres, on voit aussi apparaître une revendication Barya, parfois pleine de colère, contre l’exclusion par les autres Beta Israel.
L’utilisation aujourd’hui courante du terme « Éthiopien », en lieu et place de Beta Israel ou même de « Juif d’Éthiopie », et ce tant par les intéressés que par leur environnement israélien, confirme la structuration ethno-communautaire des jeunes générations autour d’une couleur de peau et d’une origine[réf. nécessaire]. C'est aussi le cas pour tous les autres groupes ethniques juifs (Irakiens, Teïmanim (Juifs yéménites), Français, Marocains, etc.).

#### Associations et revendications

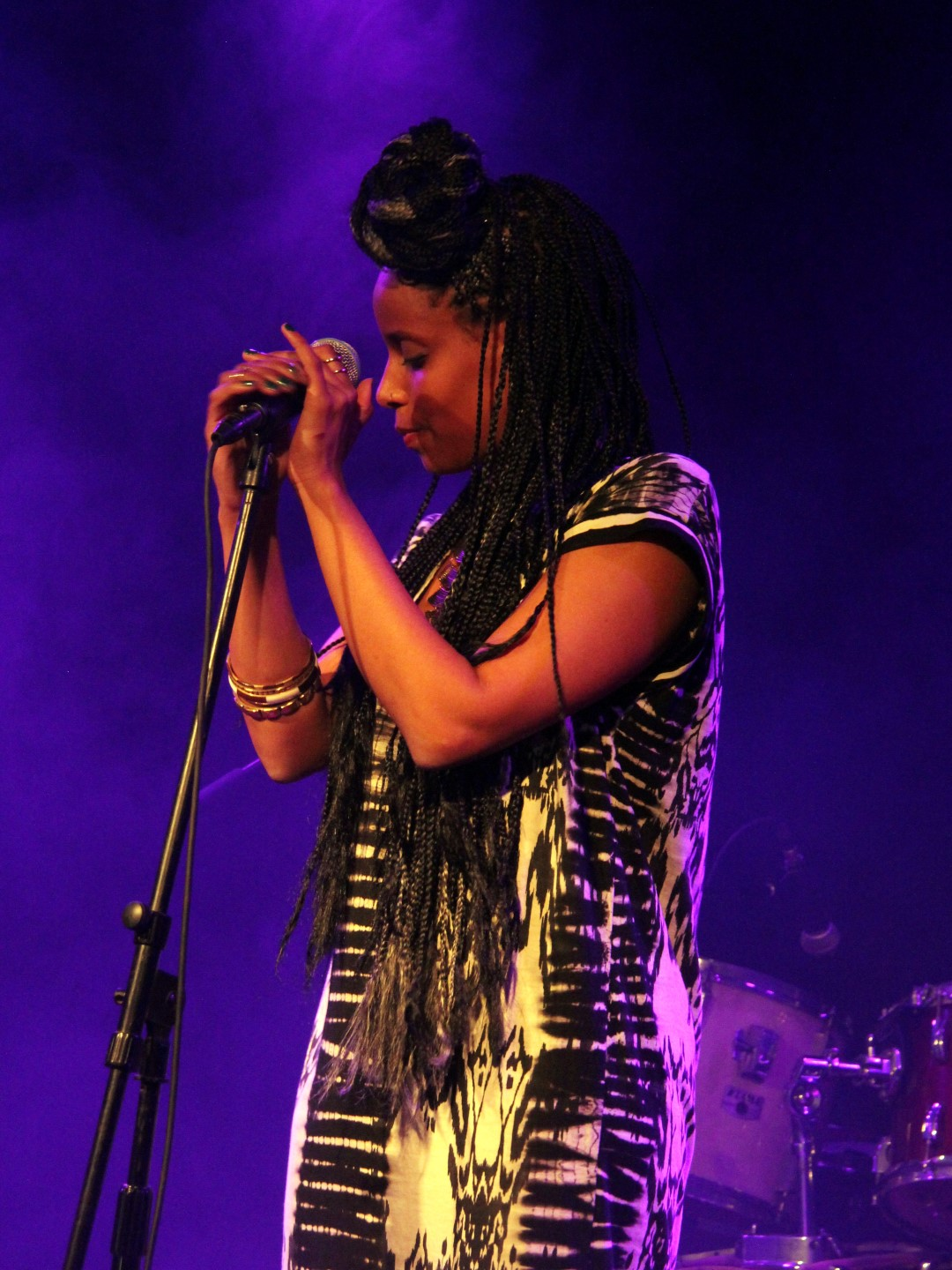
La chanteuse israélienne, d'origine éthiopienne.

Très rapidement, l’auto-organisation des Éthiopiens a émergé comme une réalité politique en Israël. Elle est plus le fait des immigrés du Gondar que de ceux du Tigré ou des Falash Mura, plus discrets. Dès la fin de 1985 ont été menées des protestations collectives contre les exigences du rabbinat de pratiquer une cérémonie de conversion simplifiée avant tout mariage. Les associations n’ont depuis lors cessé de se multiplier, à tel point qu’on a pu dire, en exagérant beaucoup, qu’il y en avait autant que de familles. Lisa Anteby-Yemini parle d’« amour du litige ». La société Beta Israel est en effet basée sur le village et la famille élargie, et bâtir des solidarités transcendant les anciennes divisions semble encore difficile. L’émiettement des associations reste important, même si la majorité en est regroupée au sein de l'Organisation des juifs éthiopiens en Israël. Ces divergences n’empêchent pas des mouvements de revendication assez réguliers.
Le plus important a été celui de 1996, quand il a été découvert que les dons de sang faits par les Éthiopiens étaient discrètement et systématiquement détruits par les services de santé, pour cause de contamination d'une minorité par le virus du Sida. La colère fut très vive, et les accusations de racisme particulièrement virulentes, ponctuées de manifestations de masse et d'une forte mobilisation de la communauté.

### Membres du parlement israélien

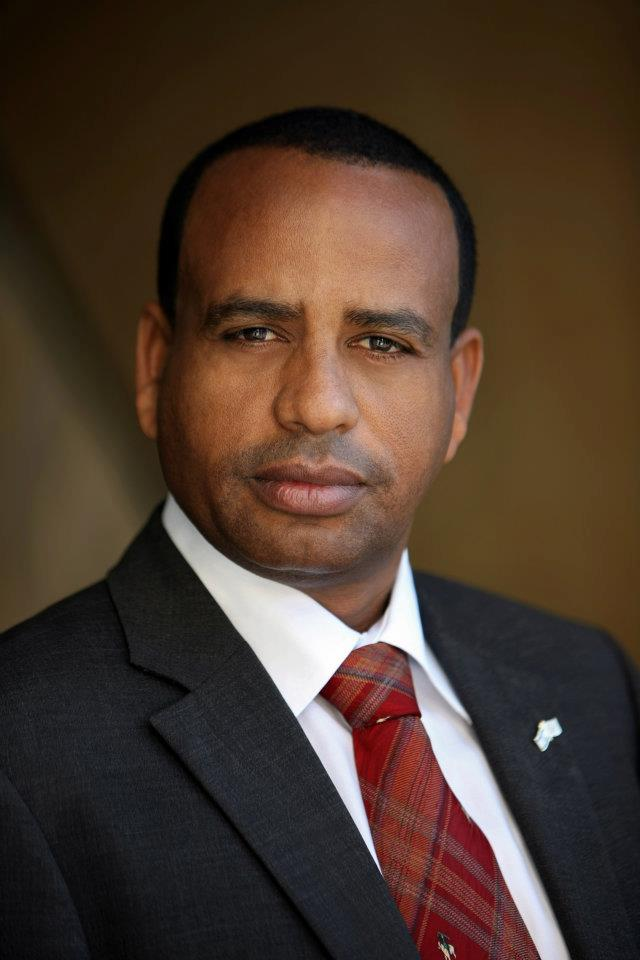
Shlomo Molla, député Kadima, 2009.

Tous les partis politiques israéliens tentent de séduire l'électorat « éthiopien », mais globalement il se montre plutôt favorable à la droite, du fait des initiatives de Menahem Begin en faveur des Beta Israel dès 1977. Un parti se crée en 2019 à l'initiative d'un membre du Likoud.
De 1996 à 1999, le juriste Addisu Messele (en) a siégé au sein de la 14e Knesset sous les couleurs du parti travailliste. En 2008, Mazor Bahaina (en), membre de Shas entre à la Knesset (en remplacement de Shlomo Benizri).
Après les élections de 2009, Shlomo Molla, du parti Kadima, est élu parlementaire (il faisait partie de la Knesset depuis 2008).
En 2012, Alali Adamso (en), membre du Likud est entré à la Knesset (en remplacement de Yossi Peled (en)).
Pnina Tamano-Shata et Shimon Solomon (en) du parti Yesh Atid sont élus à la Knesset en 2013,,
Avraham Neguise (en), membre du Likud est élu à la Knesset en 2015 où il préside la commission parlementaire chargée de l’intégration et de la diaspora.

### Intégration à partir de la fin des années 2010

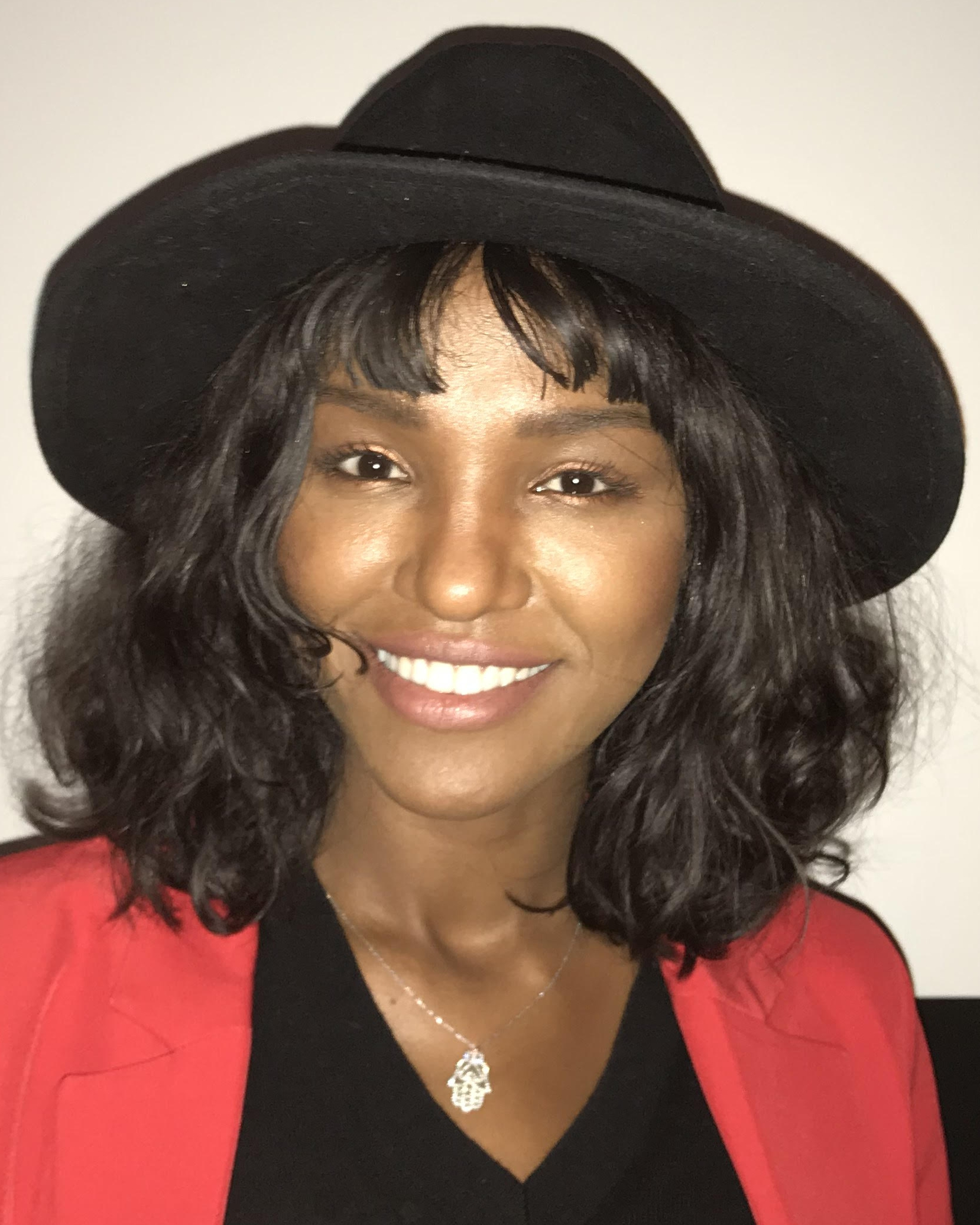
Yityish Titi Aynaw, Miss Israël 2013.

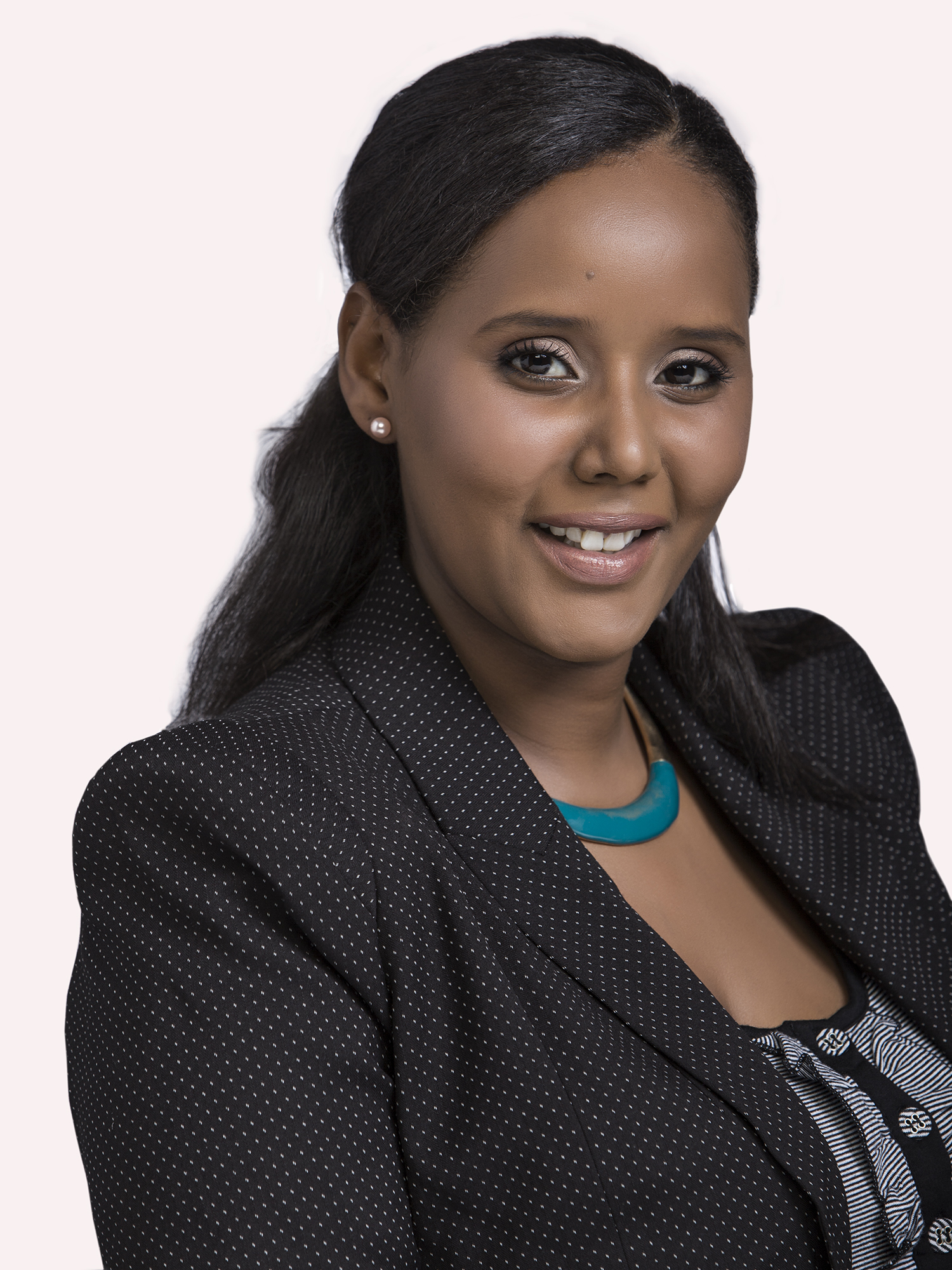
Pnina Tamano-Shata, ministre en 2020.

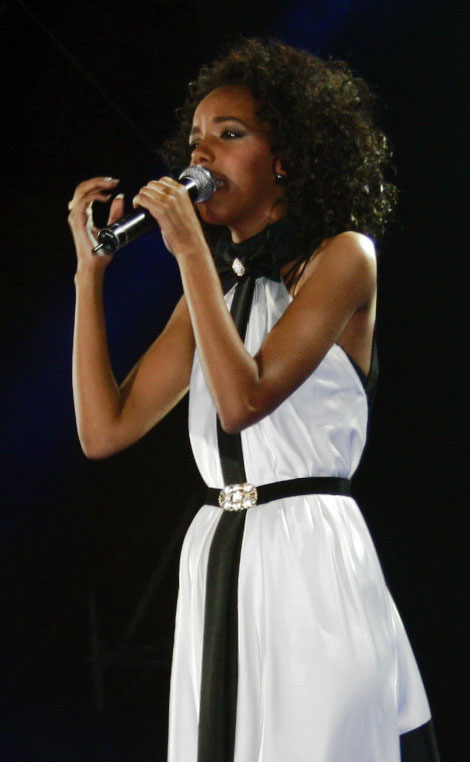
La chanteuse Hagit Yaso.

À la fin des années 2010, l’intégration des Éthiopiens à la société israélienne progresse, quoique la situation sociale et culturelle des Beta Israel et leur totale acceptation par la société israélienne restent difficiles. Leur culture traditionnelle, fondée sur l’isolement face à leur ancien milieu chrétien, la vie villageoise, la famille élargie et des traditions religieuses spécifiques, semble ne pas pouvoir survivre dans la société urbaine et moderne d’Israël.
Nonobstant quoi, les exemples de réussites d'Israéliens d'origine éthiopienne sont nombreux. Outre le domaine politique, et Belaynesh Zevadia (en) nommée en 2012 ambassadrice d’Israël en Éthiopie, l'armée d'Israël compte de nombreux officiers éthiopiens, dont le lieutenant colonel Avi Yitzhak (he), médecin et commandant au sein du Département de médecine opérationnelle de Tsahal. De même le sport israélien, en particulier, le football et le marathon.
Yityish Aynaw, surnommée Titi, a été élue Miss Israël le 27 février 2013. Pour la première fois de son histoire, le pays hébreu a couronné une reine de beauté noire, d’origine éthiopienne.
En musique et spectacle, on peut citer Abate Berihun (en), l'un des plus importants jazzmen israéliens, la chanteuse Aveva Dese (he), et Eden Alene, représentante d'Israël au Concours Eurovision de la chanson 2020,.
Symptomatique de l'importance acquise par les Ethiopim dans la société israélienne, au début de 2020, à la veille d'une élection législative, un parti politique, le Likoud, s'engage à réaliser, d’ici la fin de l'année, l'immigration de tous les derniers juifs encore en Éthiopie, qu'il chiffre à 7 000 personnes.
Après les élections, le 1er mai 2020 Pnina Tamano-Shata est nommée ministre de l'Immigration et de l'Intégration.

### Filmographie
- Radu Mihaileanu, Opération Moïse, (documentaire, 2007, 1 h 35), « Opération Moïse », sur allocine.fr.
- Radu Mihaileanu, Va, vis et deviens, 2005, film de fiction franco-israélien dont l’intrigue repose sur l’histoire des Beta Israel.
- Opération Brothers, réalisé en 2019 par Gideon Raff, prod. Netflix, relatant la véridique opération de sauvetage Brothers.
- Israël : l'intégration difficile pour les Falachas, reportage de TV1[réf. nécessaire].